# Liste des matchs de l'équipe de Lituanie de football par adversaire
Cette liste présente les matchs de l'équipe de Lituanie de football par adversaire rencontré. Lorsqu'une rivalité footballistique particulière existe entre la Lituanie et un autre pays, une page spécifique est parfois proposée.
- Haut – A
- B
- C
- D
- E
- F
- G
- H
- I
- J
- K
- L
- M
- N
- O
- P
- Q
- R
- S
- T
- U
- V
- W
- X
- Y
- Z

## A

### Albanie

#### Confrontations
Confrontations entre l'Albanie et la Lituanie en matchs officiels :
|   | Date             | Lieu              | Match              | Score | Compétition                                          |
| 1 | 3 juin 1992      | Tirana, Albanie   | Albanie - Lituanie | 1-0   | Qualification pour la Coupe du monde 1994 (groupe 3) |
| 2 | 14 avril 1993    | Vilnius, Lituanie | Lituanie - Albanie | 3-1   | Qualification pour la Coupe du monde 1994 (groupe 3) |
| 3 | 1er mars 2006    | Tirana, Albanie   | Albanie - Lituanie | 1-2   | Match amical                                         |
| 4 | 26 mars 2013     | Tirana, Albanie   | Albanie - Lituanie | 4-1   | Match amical                                         |
| 5 | 7 septembre 2020 | Tirana, Albanie   | Albanie - Lituanie | 0-1   | Ligue des nations 2020-2021 (Ligue C)                |
| 6 | 14 octobre 2020  | Vilnius, Lituanie | Lituanie - Albanie | 0-0   | Ligue des nations 2020-2021 (Ligue C)                |

#### Bilan
| Rang | Équipe   | Pts | J | G | N | P | Bp | Bc | Diff |
| ---- | -------- | --- | - | - | - | - | -- | -- | ---- |
| 1    | Lituanie | 10  | 6 | 3 | 1 | 2 | 7  | 7  | 0    |
| 2    | Albanie  | 7   | 6 | 2 | 1 | 3 | 7  | 7  | 0    |

### Allemagne

#### Confrontations
Confrontations entre l'Allemagne et la Lituanie en matchs officiels :
|   | Date             | Lieu                 | Match                | Score | Compétition                                                |
| 1 | 7 septembre 2002 | Kaunas, Lituanie     | Lituanie - Allemagne | 0-2   | Qualification pour le Championnat d'Europe 2004 (groupe 5) |
| 2 | 29 mars 2003     | Nuremberg, Allemagne | Allemagne - Lituanie | 1-1   | Qualification pour le Championnat d'Europe 2004 (groupe 5) |

#### Bilan
| Rang | Équipe    | Pts | J | G | N | P | Bp | Bc | Diff |
| ---- | --------- | --- | - | - | - | - | -- | -- | ---- |
| 1    | Allemagne | 4   | 2 | 1 | 1 | 0 | 3  | 1  | +2   |
| 2    | Lituanie  | 1   | 2 | 0 | 1 | 1 | 1  | 3  | -2   |

### Andorre

#### Confrontations
Confrontations entre l'Andorre et la Lituanie en matchs officiels :
|   | Date            | Lieu                 | Match              | Score | Compétition  |
| 1 | 29 juin 1998    | Karksi-Nuia, Estonie | Lituanie - Andorre | 4-0   | Match amical |
| 2 | 11 février 2009 | Albufeira, Portugal  | Lituanie - Andorre | 3-1   | Match amical |

#### Bilan
| Rang | Équipe   | Pts | J | G | N | P | Bp | Bc | Diff |
| ---- | -------- | --- | - | - | - | - | -- | -- | ---- |
| 1    | Lituanie | 6   | 2 | 2 | 0 | 0 | 7  | 1  | +6   |
| 2    | Andorre  | 0   | 2 | 0 | 0 | 2 | 1  | 7  | -6   |

### Angleterre

#### Confrontations
Confrontations entre l'Angleterre et la Lituanie en matchs officiels :
|   | Date            | Lieu                | Match                 | Score | Compétition                                                |
| 1 | 27 mars 2015    | Londres, Angleterre | Angleterre - Lituanie | 4-0   | Qualification pour le Championnat d'Europe 2016 (groupe E) |
| 2 | 12 octobre 2015 | Vilnius, Lituanie   | Lituanie - Angleterre | 0-3   | Qualification pour le Championnat d'Europe 2016 (groupe E) |
| 3 | 26 mars 2017    | Londres, Angleterre | Angleterre - Lituanie | 2-0   | Qualification pour la Coupe du monde 2018 (groupe F)       |
| 4 | 8 octobre 2017  | Vilnius, Lituanie   | Lituanie - Angleterre | 0-1   | Qualification pour la Coupe du monde 2018 (groupe F)       |

#### Bilan
| Rang | Équipe     | Pts | J | G | N | P | Bp | Bc | Diff |
| ---- | ---------- | --- | - | - | - | - | -- | -- | ---- |
| 1    | Angleterre | 12  | 4 | 4 | 0 | 0 | 10 | 0  | +10  |
| 2    | Lituanie   | 0   | 4 | 0 | 0 | 4 | 0  | 10 | -10  |

### Argentine

#### Confrontations
Confrontations entre l'Argentine et la Lituanie en matchs officiels :
|   | Date         | Lieu                    | Match                | Score | Compétition  |
| 1 | 26 juin 1999 | Buenos Aires, Argentine | Argentine - Lituanie | 0-0   | Match amical |

#### Bilan
| Rang | Équipe    | Pts | J | G | N | P | Bp | Bc | Diff |
| ---- | --------- | --- | - | - | - | - | -- | -- | ---- |
| 1    | Argentine | 1   | 1 | 0 | 1 | 0 | 0  | 0  | 0    |
| 1    | Lituanie  | 1   | 1 | 0 | 1 | 0 | 0  | 0  | 0    |

### Arménie

#### Confrontations
Confrontations entre l'Arménie et la Lituanie en matchs officiels :
|   | Date             | Lieu             | Match              | Score | Compétition  |
| 1 | 3 juin 2000      | Kaunas, Lituanie | Lituanie - Arménie | 1-2   | Match amical |
| 2 | 10 août 2011     | Kaunas, Lituanie | Lituanie - Arménie | 3-0   | Match amical |
| 3 | 14 novembre 2012 | Erevan, Arménie  | Arménie - Lituanie | 4-2   | Match amical |
| 4 | 27 mars 2018     | Erevan, Arménie  | Arménie - Lituanie | 0-1   | Match amical |

#### Bilan
| Rang | Équipe   | Pts | J | G | N | P | Bp | Bc | Diff |
| ---- | -------- | --- | - | - | - | - | -- | -- | ---- |
| 1    | Lituanie | 6   | 4 | 2 | 0 | 2 | 7  | 6  | +1   |
| 2    | Arménie  | 6   | 4 | 2 | 0 | 2 | 6  | 7  | -1   |

### Autriche

#### Confrontations
Confrontations entre l'Autriche et la Lituanie en matchs officiels :
|   | Date              | Lieu                  | Match               | Score | Compétition                                          |
| 1 | 14 avril 1992     | Vienne, Autriche      | Autriche - Lituanie | 4-0   | Match amical                                         |
| 2 | 10 septembre 2008 | Marijampolė, Lituanie | Lituanie - Autriche | 2-0   | Qualification pour la Coupe du monde 2010 (groupe 7) |
| 3 | 10 octobre 2009   | Innsbruck Autriche    | Autriche - Lituanie | 2-1   | Qualification pour la Coupe du monde 2010 (groupe 7) |

#### Bilan
| Rang | Équipe   | Pts | J | G | N | P | Bp | Bc | Diff |
| ---- | -------- | --- | - | - | - | - | -- | -- | ---- |
| 1    | Autriche | 6   | 3 | 2 | 0 | 1 | 6  | 3  | +3   |
| 2    | Lituanie | 3   | 3 | 1 | 0 | 2 | 3  | 6  | -3   |

### Azerbaïdjan

#### Confrontations
Confrontations entre l'Azerbaïdjan et la Lituanie en matchs officiels :
|   | Date         | Lieu               | Match                  | Score | Compétition  |
| 1 | 26 juin 1998 | Viljandi, Estonie  | Azerbaïdjan - Lituanie | 2-1   | Match amical |
| 2 | 26 mars 2008 | Vilnius, Lituanie  | Lituanie - Azerbaïdjan | 1-0   | Match amical |
| 3 | 25 mars 2019 | Bakou, Azerbaïdjan | Azerbaïdjan - Lituanie | 0-0   | Match amical |

#### Bilan
| Rang | Équipe      | Pts | J | G | N | P | Bp | Bc | Diff |
| ---- | ----------- | --- | - | - | - | - | -- | -- | ---- |
| 1    | Azerbaïdjan | 4   | 3 | 1 | 1 | 1 | 2  | 2  | 0    |
| 1    | Lituanie    | 4   | 3 | 1 | 1 | 1 | 2  | 2  | 0    |

## B

### Belgique

#### Confrontations
Confrontations entre la Belgique et la Lituanie en matchs officiels :
|   | Date             | Lieu                | Match               | Score | Compétition                                          |
| 1 | 4 septembre 2004 | Charleroi, Belgique | Belgique - Lituanie | 1-1   | Qualification pour la Coupe du monde 2006 (groupe 7) |
| 2 | 12 octobre 2005  | Vilnius Lituanie    | Lituanie - Belgique | 1-1   | Qualification pour la Coupe du monde 2006 (groupe 7) |

#### Bilan
| Rang | Équipe   | Pts | J | G | N | P | Bp | Bc | Diff |
| ---- | -------- | --- | - | - | - | - | -- | -- | ---- |
| 1    | Belgique | 2   | 2 | 0 | 2 | 0 | 2  | 2  | 0    |
| 1    | Lituanie | 2   | 2 | 0 | 2 | 0 | 2  | 2  | 0    |

### Biélorussie

#### Confrontations
Confrontations entre la Biélorussie et la Lituanie en matchs officiels :
|    | Date            | Lieu              | Match                  | Score | Compétition                           |
| 1  | 20 juillet 1992 | Vilnius, Lituanie | Lituanie - Biélorussie | 1-1   | Match amical                          |
| 2  | 29 juillet 1995 | Vilnius Lituanie  | Lituanie - Biélorussie | 1-1   | Match amical                          |
| 3  | 31 juillet 1996 | Minsk Biélorussie | Biélorussie - Lituanie | 2-2   | Match amical                          |
| 4  | 7 juin 1998     | Minsk Biélorussie | Biélorussie - Lituanie | 5-0   | Match amical                          |
| 5  | 19 août 1998    | Kaunas Lituanie   | Lituanie - Biélorussie | 0-3   | Match amical                          |
| 6  | 28 avril 2004   | Minsk Biélorussie | Biélorussie - Lituanie | 1-0   | Match amical                          |
| 7  | 17 août 2005    | Vilnius Lituanie  | Lituanie - Biélorussie | 1-0   | Match amical                          |
| 8  | 11 août 2010    | Kaunas Lituanie   | Lituanie - Biélorussie | 0-2   | Match amical                          |
| 9  | 7 juin 2012     | Minsk Biélorussie | Biélorussie - Lituanie | 1-1   | Match amical                          |
| 10 | 11 octobre 2020 | Vilnius, Lituanie | Lituanie - Biélorussie | 2-2   | Ligue des nations 2020-2021 (Ligue C) |

#### Bilan
| Rang | Équipe      | Pts | J  | G | N | P | Bp | Bc | Diff |
| ---- | ----------- | --- | -- | - | - | - | -- | -- | ---- |
| 1    | Biélorussie | 17  | 10 | 4 | 5 | 1 | 18 | 8  | +10  |
| 2    | Lituanie    | 8   | 10 | 1 | 5 | 4 | 8  | 18 | -10  |

### Bosnie-Herzégovine

#### Confrontations
Confrontations entre la Bosnie-Herzégovine et la Lituanie en matchs officiels :
|   | Date             | Lieu                         | Match                         | Score | Compétition                                                |
| 1 | 14 octobre 1998  | Vilnius, Lituanie            | Lituanie - Bosnie-Herzégovine | 4-2   | Qualification pour le Championnat d'Europe 2000 (groupe 9) |
| 2 | 5 juin 1999      | Sarajevo, Bosnie-Herzégovine | Bosnie-Herzégovine - Lituanie | 2-0   | Qualification pour le Championnat d'Europe 2000 (groupe 9) |
| 3 | 30 mars 2005     | Sarajevo, Bosnie-Herzégovine | Bosnie-Herzégovine - Lituanie | 1-1   | Qualification pour la Coupe du monde 2006 (groupe 7)       |
| 4 | 7 septembre 2005 | Vilnius, Lituanie            | Lituanie - Bosnie-Herzégovine | 0-1   | Qualification pour la Coupe du monde 2006 (groupe 7)       |
| 5 | 16 octobre 2012  | Zenica, Bosnie-Herzégovine   | Bosnie-Herzégovine - Lituanie | 3-0   | Qualification pour la Coupe du monde 2014 (groupe G)       |
| 6 | 15 octobre 2013  | Kaunas, Lituanie             | Lituanie - Bosnie-Herzégovine | 0-1   | Qualification pour la Coupe du monde 2014 (groupe G)       |

#### Bilan
| Rang | Équipe             | Pts | J | G | N | P | Bp | Bc | Diff |
| ---- | ------------------ | --- | - | - | - | - | -- | -- | ---- |
| 1    | Bosnie-Herzégovine | 13  | 6 | 4 | 1 | 1 | 10 | 5  | +5   |
| 2    | Lituanie           | 4   | 6 | 1 | 1 | 4 | 5  | 10 | -5   |

### Brésil

#### Confrontations
Confrontations entre le Brésil et la Lituanie en matchs officiels :
|   | Date            | Lieu             | Match             | Score | Compétition  |
| 1 | 16 octobre 1996 | Teresina, Brésil | Brésil - Lituanie | 3-1   | Match amical |

#### Bilan
| Rang | Équipe   | Pts | J | G | N | P | Bp | Bc | Diff |
| ---- | -------- | --- | - | - | - | - | -- | -- | ---- |
| 1    | Brésil   | 3   | 1 | 1 | 0 | 0 | 3  | 1  | +2   |
| 2    | Lituanie | 0   | 1 | 0 | 0 | 1 | 1  | 3  | -2   |

### Bulgarie

#### Confrontations
Confrontations entre la Bulgarie et la Lituanie en matchs officiels :
|   | Date         | Lieu            | Match               | Score | Compétition  |
| 1 | 20 août 2003 | Sofia, Bulgarie | Bulgarie - Lituanie | 3-0   | Match amical |

#### Bilan
| Rang | Équipe   | Pts | J | G | N | P | Bp | Bc | Diff |
| ---- | -------- | --- | - | - | - | - | -- | -- | ---- |
| 1    | Bulgarie | 3   | 1 | 1 | 0 | 0 | 3  | 0  | +3   |
| 2    | Lituanie | 0   | 1 | 0 | 0 | 1 | 0  | 3  | -3   |

## C

### Chili

#### Confrontations
Confrontations entre le Chili et la Lituanie en matchs officiels :
|   | Date          | Lieu            | Match            | Score | Compétition  |
| 1 | 29 avril 1998 | Santiago, Chili | Chili - Lituanie | 1-0   | Match amical |

#### Bilan
| Rang | Équipe   | Pts | J | G | N | P | Bp | Bc | Diff |
| ---- | -------- | --- | - | - | - | - | -- | -- | ---- |
| 1    | Chili    | 3   | 1 | 1 | 0 | 0 | 1  | 0  | +1   |
| 2    | Lituanie | 0   | 1 | 0 | 0 | 1 | 0  | 1  | -1   |

### Chypre

#### Confrontations
Confrontations entre Chypre et la Lituanie en matchs officiels :
|   | Date            | Lieu              | Match             | Score | Compétition                           |
| 1 | 17 février 1997 | Paralimni, Chypre | Chypre - Lituanie | 1-0   | Match amical                          |
| 2 | 2 février 2000  | Limassol, Chypre  | Chypre - Lituanie | 2-1   | Tournoi de Chypre 2000 (premier tour) |
| 3 | 26 février 2001 | Limassol, Chypre  | Chypre - Lituanie | 1-2   | Tournoi de Chypre 2001 (demi-finale)  |

#### Bilan
| Rang | Équipe   | Pts | J | G | N | P | Bp | Bc | Diff |
| ---- | -------- | --- | - | - | - | - | -- | -- | ---- |
| 1    | Chypre   | 6   | 3 | 2 | 0 | 1 | 4  | 3  | +1   |
| 2    | Lituanie | 3   | 3 | 1 | 0 | 2 | 3  | 4  | -1   |

### Croatie

#### Confrontations
Confrontations entre la Croatie et la Lituanie en matchs officiels :
|   | Date           | Lieu              | Match              | Score | Compétition                                                |
| 1 | 9 octobre 1994 | Zagreb, Croatie   | Croatie - Lituanie | 2-0   | Qualification pour le Championnat d'Europe 1996 (groupe 4) |
| 2 | 29 mars 1995   | Vilnius, Lituanie | Lituanie - Croatie | 0-0   | Qualification pour le Championnat d'Europe 1996 (groupe 4) |

#### Bilan
| Rang | Équipe   | Pts | J | G | N | P | Bp | Bc | Diff |
| ---- | -------- | --- | - | - | - | - | -- | -- | ---- |
| 1    | Croatie  | 4   | 2 | 1 | 1 | 0 | 2  | 0  | +2   |
| 2    | Lituanie | 1   | 2 | 0 | 1 | 1 | 0  | 2  | -2   |

## D

### Danemark

#### Confrontations
Confrontations entre le Danemark et la Lituanie en matchs officiels :
|   | Date              | Lieu                 | Match               | Score | Compétition                                          |
| 1 | 23 septembre 1992 | Vilnius, Lituanie    | Lituanie - Danemark | 0-0   | Qualification pour la Coupe du monde 1994 (groupe 3) |
| 2 | 25 août 1993      | Copenhague, Danemark | Danemark - Lituanie | 4-0   | Qualification pour la Coupe du monde 1994 (groupe 3) |

#### Bilan
| Rang | Équipe   | Pts | J | G | N | P | Bp | Bc | Diff |
| ---- | -------- | --- | - | - | - | - | -- | -- | ---- |
| 1    | Danemark | 4   | 2 | 1 | 1 | 0 | 4  | 0  | +4   |
| 2    | Lituanie | 1   | 2 | 0 | 1 | 1 | 0  | 4  | -4   |

## E

### Écosse

#### Confrontations
Confrontations entre l'Écosse et la Lituanie en matchs officiels :
|    | Date               | Lieu              | Match             | Score | Compétition                                                |
| 1  | 5 septembre 1998   | Vilnius, Lituanie | Lituanie - Écosse | 0-0   | Qualification pour le Championnat d'Europe 2000 (groupe 9) |
| 2  | 9 octobre 1999     | Glasgow, Écosse   | Écosse - Lituanie | 3-0   | Qualification pour le Championnat d'Europe 2000 (groupe 9) |
| 3  | 2 avril 2003       | Kaunas, Lituanie  | Lituanie - Écosse | 1-0   | Qualification pour le Championnat d'Europe 2004 (groupe 5) |
| 4  | 11 octobre 2003    | Glasgow, Écosse   | Écosse - Lituanie | 1-0   | Qualification pour le Championnat d'Europe 2004 (groupe 5) |
| 5  | 6 septembre 2006   | Kaunas, Lituanie  | Lituanie - Écosse | 1-2   | Qualification pour le Championnat d'Europe 2008 (groupe B) |
| 6  | 8 septembre 2007   | Glasgow, Écosse   | Écosse - Lituanie | 3-1   | Qualification pour le Championnat d'Europe 2008 (groupe B) |
| 7  | 3 septembre 2010   | Kaunas, Lituanie  | Lituanie - Écosse | 0-0   | Qualification pour le Championnat d'Europe 2012 (groupe I) |
| 8  | 6 septembre 2011   | Glasgow, Écosse   | Écosse - Lituanie | 1-0   | Qualification pour le Championnat d'Europe 2012 (groupe I) |
| 9  | 8 octobre 2016     | Glasgow, Écosse   | Écosse - Lituanie | 1-1   | Qualification pour la Coupe du monde 2018 (groupe F)       |
| 10 | 1er septembre 2017 | Vilnius, Lituanie | Lituanie - Écosse | 0-3   | Qualification pour la Coupe du monde 2018 (groupe F)       |

#### Bilan
| Rang | Équipe   | Pts | J  | G | N | P | Bp | Bc | Diff |
| ---- | -------- | --- | -- | - | - | - | -- | -- | ---- |
| 1    | Écosse   | 23  | 10 | 7 | 2 | 1 | 14 | 4  | +10  |
| 2    | Lituanie | 5   | 10 | 1 | 2 | 7 | 4  | 14 | -10  |

### Égypte

#### Confrontations
Confrontations entre l'Égypte et la Lituanie en matchs officiels :
|   | Date          | Lieu           | Match             | Score | Compétition  |
| 1 | 1er juin 1924 | France, France | Égypte - Lituanie | 10-0  | Match amical |

#### Bilan
| Rang | Équipe   | Pts | J | G | N | P | Bp | Bc | Diff |
| ---- | -------- | --- | - | - | - | - | -- | -- | ---- |
| 1    | Égypte   | 3   | 1 | 1 | 0 | 0 | 10 | 0  | +10  |
| 2    | Lituanie | 0   | 1 | 0 | 0 | 1 | 0  | 10 | -10  |

### Émirats arabes unis

#### Confrontations
Confrontations entre les Émirats arabes unis et la Lituanie en matchs officiels :
|   | Date             | Lieu           | Match                          | Score | Compétition  |
| 1 | 3 septembre 2014 | Linz, Autriche | Lituanie - Émirats arabes unis | 1-1   | Match amical |

#### Bilan
| Rang | Équipe              | Pts | J | G | N | P | Bp | Bc | Diff |
| ---- | ------------------- | --- | - | - | - | - | -- | -- | ---- |
| 1    | Émirats arabes unis | 1   | 1 | 0 | 1 | 0 | 1  | 1  | 0    |
| 1    | Lituanie            | 1   | 1 | 0 | 1 | 0 | 1  | 1  | 0    |

### Espagne

#### Confrontations
Confrontations entre l'Espagne et la Lituanie en matchs officiels :
|   | Date            | Lieu                | Match              | Score | Compétition                                                |
| 1 | 24 février 1993 | Séville, Espagne    | Espagne - Lituanie | 5-0   | Qualification pour la Coupe du monde 1994 (groupe 3)       |
| 2 | 2 juin 1993     | Vilnius, Lituanie   | Lituanie - Espagne | 0-2   | Qualification pour la Coupe du monde 1994 (groupe 3)       |
| 3 | 13 octobre 2004 | Vilnius, Lituanie   | Lituanie - Espagne | 0-0   | Qualification pour la Coupe du monde 2006 (groupe 7)       |
| 4 | 4 juin 2005     | Valence, Espagne    | Espagne - Lituanie | 1-0   | Qualification pour la Coupe du monde 2006 (groupe 7)       |
| 5 | 8 octobre 2010  | Salamanque, Espagne | Espagne - Lituanie | 3-1   | Qualification pour le Championnat d'Europe 2012 (groupe I) |
| 6 | 29 mars 2011    | Kaunas, Lituanie    | Lituanie - Espagne | 1-3   | Qualification pour le Championnat d'Europe 2012 (groupe I) |

#### Bilan
| Rang | Équipe   | Pts | J | G | N | P | Bp | Bc | Diff |
| ---- | -------- | --- | - | - | - | - | -- | -- | ---- |
| 1    | Espagne  | 16  | 6 | 5 | 1 | 0 | 14 | 2  | +12  |
| 2    | Lituanie | 1   | 6 | 0 | 1 | 5 | 2  | 14 | -12  |

### Estonie

#### Confrontations
Confrontations entre l'Estonie et la Lituanie en matchs officiels :
|    | Date              | Lieu               | Match              | Score | Compétition                                                |
| 1  | 24 juin 1923      | Vilnius, Lituanie  | Lituanie - Estonie | 0-5   | Match amical                                               |
| 2  | 24 août 1924      | Tallinn, Estonie   | Estonie - Lituanie | 1-2   | Match amical                                               |
| 3  | 28 juin 1925      | Vilnius, Lituanie  | Lituanie - Estonie | 0-1   | Match amical                                               |
| 4  | 13 juin 1926      | Tallinn, Estonie   | Estonie - Lituanie | 3-1   | Match amical                                               |
| 5  | 13 août 1927      | Vilnius, Lituanie  | Lituanie - Estonie | 0-5   | Match amical                                               |
| 6  | 26 juillet 1928   | Tallinn, Estonie   | Estonie - Lituanie | 6-0   | Coupe baltique 1928                                        |
| 7  | 15 août 1929      | Riga, Lettonie     | Estonie - Lituanie | 5-2   | Coupe baltique 1929                                        |
| 8  | 15 août 1930      | Kaunas, Lituanie   | Lituanie - Estonie | 2-1   | Coupe baltique 1930                                        |
| 9  | 13 septembre 1930 | Vilnius, Lituanie  | Lituanie - Estonie | 4-0   | Match amical                                               |
| 10 | 9 juin 1931       | Tallinn, Estonie   | Estonie - Lituanie | 4-1   | Match amical                                               |
| 11 | 30 août 1931      | Tallinn, Estonie   | Estonie - Lituanie | 2-0   | Coupe baltique 1931                                        |
| 12 | 6 août 1932       | Vilnius, Lituanie  | Lituanie - Estonie | 1-0   | Match amical                                               |
| 13 | 29 août 1932      | Riga, Lettonie     | Lituanie - Estonie | 2-1   | Coupe baltique 1932                                        |
| 14 | 20 juillet 1933   | Tallinn, Estonie   | Estonie - Lituanie | 2-1   | Match amical                                               |
| 15 | 2 septembre 1933  | Kaunas, Lituanie   | Lituanie - Estonie | 1-1   | Coupe baltique 1933                                        |
| 16 | 5 septembre 1933  | Kaunas, Lituanie   | Lituanie - Estonie | 0-5   | Coupe baltique 1933                                        |
| 17 | 29 juin 1934      | Vilnius, Lituanie  | Lituanie - Estonie | 1-1   | Match amical                                               |
| 18 | 19 juin 1935      | Tallinn, Estonie   | Estonie - Lituanie | 2-2   | Match amical                                               |
| 19 | 20 août 1935      | Tallinn, Estonie   | Estonie - Lituanie | 1-2   | Coupe baltique 1935                                        |
| 20 | 18 septembre 1935 | Vilnius, Lituanie  | Lituanie - Estonie | 2-2   | Match amical                                               |
| 21 | 30 juin 1936      | Vilnius, Lituanie  | Lituanie - Estonie | 2-0   | Match amical                                               |
| 22 | 30 août 1936      | Riga, Lettonie     | Estonie - Lituanie | 2-1   | Coupe baltique 1936                                        |
| 23 | 3 juin 1937       | Vilnius, Lituanie  | Lituanie - Estonie | 1-2   | Match amical                                               |
| 24 | 5 septembre 1937  | Vilnius, Lituanie  | Lituanie - Estonie | 0-4   | Coupe baltique 1937                                        |
| 25 | 11 juin 1938      | Vilnius, Lituanie  | Lituanie - Estonie | 0-2   | Match amical                                               |
| 26 | 3 septembre 1938  | Tallinn, Estonie   | Estonie - Lituanie | 3-1   | Coupe baltique 1938                                        |
| 27 | 27 août 1939      | Tallinn, Estonie   | Estonie - Lituanie | 0-1   | Match amical                                               |
| 28 | 11 août 1940      | Vilnius, Lituanie  | Lituanie - Estonie | 2-0   | Match amical                                               |
| 29 | 7 septembre 1940  | Riga, Lettonie     | Estonie - Lituanie | 1-1   | Coupe baltique 1940                                        |
| 30 | 5 septembre 1945  | Vilnius, Lituanie  | Lituanie - Estonie | 2-3   | Match amical                                               |
| 31 | 17 septembre 1945 | Tallinn, Estonie   | Estonie - Lituanie | 1-2   | Match amical                                               |
| 32 | 12 octobre 1947   | Vilnius, Lituanie  | Lituanie - Estonie | 0-0   | Match amical                                               |
| 33 | 27 septembre 1948 | Riga, Lettonie     | Lituanie - Estonie | 2-1   | Coupe baltique 1948                                        |
| 34 | 23 octobre 1949   | Vilnius, Lituanie  | Lituanie - Estonie | 2-1   | Coupe baltique 1949                                        |
| 35 | 15 novembre 1991  | Klaipėda, Lituanie | Lituanie - Estonie | 4-1   | Coupe baltique 1991                                        |
| 36 | 16 juillet 1992   | Liepāja, Lettonie  | Lituanie - Estonie | 1-1   | Coupe baltique 1992                                        |
| 37 | 4 juillet 1993    | Pärnu, Estonie     | Estonie - Lituanie | 2-1   | Coupe baltique 1993                                        |
| 38 | 29 juillet 1994   | Vilnius, Lituanie  | Lituanie - Estonie | 3-0   | Coupe baltique 1994                                        |
| 39 | 20 mai 1995       | Riga, Lettonie     | Lituanie - Estonie | 7-0   | Coupe baltique 1995                                        |
| 40 | 16 août 1995      | Tallinn, Estonie   | Estonie - Lituanie | 0-1   | Qualification pour le Championnat d'Europe 1996 (groupe 4) |
| 41 | 11 octobre 1995   | Vilnius, Lituanie  | Lituanie - Estonie | 5-0   | Qualification pour le Championnat d'Europe 1996 (groupe 4) |
| 42 | 9 juillet 1996    | Narva, Estonie     | Estonie - Lituanie | 1-1   | Coupe baltique 1996                                        |
| 43 | 9 juillet 1997    | Vilnius, Lituanie  | Lituanie - Estonie | 2-1   | Coupe baltique 1997                                        |
| 44 | 28 juin 1998      | Viljandi, Estonie  | Lituanie - Estonie | 0-0   | Coupe baltique 1998                                        |
| 45 | 31 mars 1999      | Vilnius, Lituanie  | Lituanie - Estonie | 1-2   | Qualification pour le Championnat d'Europe 2000 (groupe 9) |
| 46 | 9 juin 1999       | Tallinn, Estonie   | Estonie - Lituanie | 1-2   | Qualification pour le Championnat d'Europe 2000 (groupe 9) |
| 47 | 4 juillet 2001    | Riga, Lettonie     | Lituanie - Estonie | 5-2   | Coupe baltique 2001                                        |
| 48 | 3 juillet 2003    | Valga, Estonie     | Estonie - Lituanie | 1-5   | Coupe baltique 2003                                        |
| 49 | 31 mai 2008       | Jurmala, Lettonie  | Lituanie - Estonie | 1-0   | Match amical                                               |
| 50 | 22 novembre 2008  | Tallinn, Estonie   | Estonie - Lituanie | 1-1   | Match amical                                               |
| 51 | 20 juin 2010      | Kaunas, Lituanie   | Lituanie - Estonie | 2-0   | Match amical                                               |
| 52 | 3 juin 2012       | Tartu, Estonie     | Estonie - Lituanie | 1-0   | Coupe baltique 2012 (match pour la troisième place)        |
| 53 | 9 octobre 2014    | Vilnius, Lituanie  | Lituanie - Estonie | 1-0   | Qualification pour le Championnat d'Europe 2016 (groupe E) |
| 54 | 5 septembre 2015  | Tallinn, Estonie   | Estonie - Lituanie | 1-0   | Qualification pour le Championnat d'Europe 2016 (groupe E) |
| 55 | 29 mai 2016       | Klaipėda, Lituanie | Lituanie - Estonie | 2-0   | Coupe baltique 2016                                        |
| 56 | 30 mai 2018       | Rakvere, Estonie   | Estonie - Lituanie | 2-0   | Coupe baltique 2018                                        |
| 57 | 7 octobre 2020    | Tallinn, Estonie   | Estonie - Lituanie | 1-3   | Match amical                                               |

#### Bilan
| Rang | Équipe   | Pts | J  | G  | N  | P  | Bp | Bc | Diff |
| ---- | -------- | --- | -- | -- | -- | -- | -- | -- | ---- |
| 1    | Lituanie | 88  | 57 | 26 | 10 | 21 | 89 | 86 | +3   |
| 2    | Estonie  | 73  | 57 | 21 | 10 | 26 | 86 | 89 | -3   |

## F

### Finlande

#### Confrontations
Confrontations entre la Finlande et la Lituanie en matchs officiels :
|   | Date              | Lieu                | Match               | Score | Compétition                       |
| 1 | 9 août 1933       | Helsinki, Finlande  | Finlande - Lituanie | 9-2   | Match amical                      |
| 2 | 16 août 1934      | Vilnius, Lituanie   | Lituanie - Finlande | 1-0   | Match amical                      |
| 3 | 18 septembre 1938 | Helsinki, Finlande  | Finlande - Lituanie | 3-1   | Match amical                      |
| 4 | 21 février 1993   | Helsinki, Finlande  | Finlande - Lituanie | 3-0   | Match amical                      |
| 5 | 29 mai 2014       | Ventspils, Lettonie | Finlande - Lituanie | 0-1   | Coupe baltique 2014 (demi-finale) |

#### Bilan
| Rang | Équipe   | Pts | J | G | N | P | Bp | Bc | Diff |
| ---- | -------- | --- | - | - | - | - | -- | -- | ---- |
| 1    | Finlande | 9   | 5 | 3 | 0 | 2 | 15 | 5  | +10  |
| 2    | Lituanie | 6   | 5 | 2 | 0 | 3 | 5  | 15 | -10  |

### France

#### Confrontations
Confrontations entre la France et la Lituanie en matchs officiels :
|   | Date            | Lieu                | Match             | Score | Compétition                                                |
| 1 | 24 mars 2007    | Kaunas, Lituanie    | Lituanie - France | 0-1   | Qualification pour le Championnat d'Europe 2008 (groupe B) |
| 2 | 17 octobre 2007 | Nantes, France      | France - Lituanie | 2-0   | Qualification pour le Championnat d'Europe 2008 (groupe B) |
| 3 | 28 mars 2009    | Kaunas, Lituanie    | Lituanie - France | 0-1   | Qualification pour la Coupe du monde 2010 (groupe 7)       |
| 4 | 1er avril 2009  | Saint-Denis, France | France - Lituanie | 1-0   | Qualification pour la Coupe du monde 2010 (groupe 7)       |

#### Bilan
| Rang | Équipe   | Pts | J | G | N | P | Bp | Bc | Diff |
| ---- | -------- | --- | - | - | - | - | -- | -- | ---- |
| 1    | France   | 12  | 4 | 4 | 0 | 0 | 5  | 0  | +5   |
| 2    | Lituanie | 0   | 4 | 0 | 0 | 4 | 0  | 5  | -5   |

## G

### Géorgie

#### Confrontations
Confrontations entre la Géorgie et la Lituanie en matchs officiels :
|   | Date              | Lieu              | Match              | Score | Compétition                                     |
| 1 | 27 mai 1990       | Tbilissi, Géorgie | Géorgie - Lituanie | 2-2   | Match amical                                    |
| 2 | 12 septembre 1992 | Vilnius, Lituanie | Lituanie - Géorgie | 1-0   | Match amical                                    |
| 3 | 7 octobre 2000    | Kaunas, Lituanie  | Lituanie - Géorgie | 0-4   | Qualification pour la Coupe du monde 2002       |
| 4 | 5 septembre 2001  | Tbilissi, Géorgie | Géorgie - Lituanie | 2-0   | Qualification pour la Coupe du monde 2002       |
| 5 | 9 février 2005    | Tbilissi, Géorgie | Géorgie - Lituanie | 1-0   | Match amical                                    |
| 6 | 2 juin 2007       | Kaunas Lituanie   | Lituanie - Géorgie | 1-0   | Qualification pour le Championnat d'Europe 2008 |
| 7 | 21 novembre 2007  | Tbilissi Géorgie  | Géorgie - Lituanie | 0-2   | Qualification pour le Championnat d'Europe 2008 |
| 8 | 24 mars 2018      | Tbilissi, Géorgie | Géorgie - Lituanie | 4-0   | Match amical                                    |

#### Bilan
| Rang | Équipe   | Pts | J | G | N | P | Bp | Bc | Diff |
| ---- | -------- | --- | - | - | - | - | -- | -- | ---- |
| 1    | Géorgie  | 13  | 8 | 4 | 1 | 3 | 13 | 6  | +7   |
| 2    | Lituanie | 10  | 8 | 3 | 1 | 4 | 6  | 13 | -7   |

### Grèce

#### Confrontations
Confrontations entre la Grèce et la Lituanie en matchs officiels :
|   | Date              | Lieu              | Match            | Score | Compétition                                          |
| 1 | 17 mai 1995       | Vilnius, Lituanie | Lituanie - Grèce | 2-1   | Match amical                                         |
| 2 | 11 septembre 2012 | Le Pirée, Grèce   | Grèce - Lituanie | 2-0   | Qualification pour la Coupe du monde 2014 (groupe G) |
| 3 | 7 juin 2013       | Vilnius, Lituanie | Lituanie - Grèce | 0-1   | Qualification pour la Coupe du monde 2014 (groupe G) |

#### Bilan
| Rang | Équipe   | Pts | J | G | N | P | Bp | Bc | Diff |
| ---- | -------- | --- | - | - | - | - | -- | -- | ---- |
| 1    | Grèce    | 6   | 3 | 2 | 0 | 1 | 4  | 2  | +2   |
| 2    | Lituanie | 3   | 3 | 1 | 0 | 2 | 2  | 4  | -2   |

## H

### Hongrie

#### Confrontations
Confrontations entre la Hongrie et la Lituanie en matchs officiels :
|   | Date             | Lieu                    | Match              | Score | Compétition                                          |
| 1 | 27 mai 1998      | Nyíregyháza, Hongrie    | Hongrie - Lituanie | 1-0   | Match amical                                         |
| 2 | 11 octobre 2000  | Kaunas, Lituanie        | Lituanie - Hongrie | 1-6   | Qualification pour la Coupe du monde 2002 (groupe 8) |
| 3 | 24 mars 2001     | Budapest, Hongrie       | Hongrie - Lituanie | 1-1   | Qualification pour la Coupe du monde 2002 (groupe 8) |
| 4 | 17 novembre 2010 | Székesfehérvár, Hongrie | Hongrie - Lituanie | 2-0   | Match amical                                         |
| 5 | 5 juin 2015      | Debrecen, Hongrie       | Hongrie - Lituanie | 4-0   | Match amical                                         |

#### Bilan
| Rang | Équipe   | Pts | J | G | N | P | Bp | Bc | Diff |
| ---- | -------- | --- | - | - | - | - | -- | -- | ---- |
| 1    | Hongrie  | 13  | 5 | 4 | 1 | 0 | 14 | 2  | +12  |
| 2    | Lituanie | 1   | 5 | 0 | 1 | 4 | 2  | 14 | -12  |

## I

### Îles Féroé

#### Confrontations
Confrontations entre les îles Féroé et la Lituanie en matchs officiels :
|   | Date              | Lieu                 | Match                 | Score | Compétition                                                |
| 1 | 10 octobre 1998   | Vilnius, Lituanie    | Lituanie - Îles Féroé | 0-0   | Qualification pour le Championnat d'Europe 2000 (groupe 9) |
| 2 | 8 septembre 1999  | Torshavn, Îles Féroé | Îles Féroé - Lituanie | 0-1   | Qualification pour le Championnat d'Europe 2000 (groupe 9) |
| 3 | 12 octobre 2002   | Kaunas, Lituanie     | Lituanie - Îles Féroé | 2-0   | Qualification pour le Championnat d'Europe 2004 (groupe 5) |
| 4 | 10 septembre 2003 | Toftir, Îles Féroé   | Îles Féroé - Lituanie | 1-3   | Qualification pour le Championnat d'Europe 2004 (groupe 5) |
| 5 | 7 octobre 2006    | Torshavn, Îles Féroé | Îles Féroé - Lituanie | 0-1   | Qualification pour le Championnat d'Europe 2008 (groupe B) |
| 6 | 12 septembre 2007 | Kaunas, Lituanie     | Lituanie - Îles Féroé | 2-1   | Qualification pour le Championnat d'Europe 2008 (groupe B) |
| 7 | 15 octobre 2008   | Kaunas, Lituanie     | Lituanie - Îles Féroé | 1-0   | Qualification pour la Coupe du monde 2010 (groupe 7)       |
| 8 | 9 septembre 2009  | Toftir, Îles Féroé   | Îles Féroé - Lituanie | 2-1   | Qualification pour la Coupe du monde 2010 (groupe 7)       |

#### Bilan
| Rang | Équipe     | Pts | J | G | N | P | Bp | Bc | Diff |
| ---- | ---------- | --- | - | - | - | - | -- | -- | ---- |
| 1    | Lituanie   | 19  | 8 | 6 | 1 | 1 | 11 | 4  | +7   |
| 2    | Îles Féroé | 4   | 8 | 1 | 1 | 6 | 4  | 11 | -7   |

### Indonésie

#### Confrontations
Confrontations entre l'Indonésie et la Lituanie en matchs officiels :
|   | Date            | Lieu              | Match                | Score | Compétition  |
| 1 | 3 novembre 1996 | Vilnius, Lituanie | Lituanie - Indonésie | 4-0   | Match amical |

#### Bilan
| Rang | Équipe    | Pts | J | G | N | P | Bp | Bc | Diff |
| ---- | --------- | --- | - | - | - | - | -- | -- | ---- |
| 1    | Lituanie  | 3   | 1 | 1 | 0 | 0 | 4  | 0  | +4   |
| 2    | Indonésie | 0   | 1 | 0 | 0 | 1 | 0  | 4  | -4   |

### Iran

#### Confrontations
Confrontations entre l'Iran et la Lituanie en matchs officiels :
|   | Date        | Lieu           | Match           | Score | Compétition  |
| 1 | 8 juin 2018 | Moscou, Russie | Lituanie - Iran | 0-1   | Match amical |

#### Bilan
| Rang | Équipe   | Pts | J | G | N | P | Bp | Bc | Diff |
| ---- | -------- | --- | - | - | - | - | -- | -- | ---- |
| 1    | Iran     | 3   | 1 | 1 | 0 | 0 | 1  | 0  | +1   |
| 2    | Lituanie | 0   | 1 | 0 | 0 | 1 | 0  | 1  | -1   |

### Irlande

#### Confrontations
Confrontations entre l'Irlande et la Lituanie en matchs officiels :
|   | Date              | Lieu              | Match              | Score | Compétition                                          |
| 1 | 16 juin 1993      | Vilnius, Lituanie | Lituanie - Irlande | 0-1   | Qualification pour la Coupe du monde 1994 (groupe 3) |
| 2 | 8 septembre 1993  | Dublin, Irlande   | Irlande - Lituanie | 2-0   | Qualification pour la Coupe du monde 1994 (groupe 3) |
| 3 | 20 août 1997      | Dublin, Irlande   | Irlande - Lituanie | 0-0   | Qualification pour la Coupe du monde 1998 (groupe 8) |
| 4 | 10 septembre 1997 | Vilnius, Lituanie | Lituanie - Irlande | 1-2   | Qualification pour la Coupe du monde 1998 (groupe 8) |

#### Bilan
| Rang | Équipe               | Pts | J | G | N | P | Bp | Bc | Diff |
| ---- | -------------------- | --- | - | - | - | - | -- | -- | ---- |
| 1    | République d'Irlande | 10  | 4 | 3 | 1 | 0 | 5  | 1  | +4   |
| 2    | Lituanie             | 1   | 4 | 0 | 1 | 3 | 1  | 5  | -4   |

### Irlande du Nord

#### Confrontations
Confrontations entre l'Irlande du Nord et la Lituanie en matchs officiels :
|   | Date          | Lieu                     | Match                      | Score | Compétition                                          |
| 1 | 28 avril 1992 | Belfast, Irlande du Nord | Irlande du Nord - Lituanie | 2-2   | Qualification pour la Coupe du monde 1994 (groupe 3) |
| 2 | 25 mai 1993   | Vilnius, Lituanie        | Lituanie - Irlande du Nord | 0-1   | Qualification pour la Coupe du monde 1994 (groupe 3) |

#### Bilan
| Rang | Équipe          | Pts | J | G | N | P | Bp | Bc | Diff |
| ---- | --------------- | --- | - | - | - | - | -- | -- | ---- |
| 1    | Irlande du Nord | 4   | 2 | 1 | 1 | 0 | 3  | 2  | +1   |
| 2    | Lituanie        | 1   | 2 | 0 | 1 | 1 | 2  | 3  | -1   |

### Islande

#### Confrontations
Confrontations entre l'Islande et la Lituanie en matchs officiels :
|   | Date            | Lieu               | Match              | Score | Compétition                                                |
| 1 | 5 octobre 1996  | Vilnius, Lituanie  | Lituanie - Islande | 2-0   | Qualification pour la Coupe du monde 1998 (groupe 8)       |
| 2 | 11 juin 1997    | Reykjavik, Islande | Islande - Lituanie | 0-0   | Qualification pour la Coupe du monde 1998 (groupe 8)       |
| 3 | 16 octobre 2002 | Reykjavik, Islande | Islande - Lituanie | 3-0   | Qualification pour le Championnat d'Europe 2004 (groupe 5) |
| 4 | 11 juin 2003    | Kaunas, Lituanie   | Lituanie - Islande | 0-3   | Qualification pour le Championnat d'Europe 2004 (groupe 5) |

#### Bilan
| Rang | Équipe   | Pts | J | G | N | P | Bp | Bc | Diff |
| ---- | -------- | --- | - | - | - | - | -- | -- | ---- |
| 1    | Islande  | 7   | 4 | 2 | 1 | 1 | 6  | 2  | +4   |
| 2    | Lituanie | 4   | 4 | 1 | 1 | 2 | 2  | 6  | -4   |

### Israël

#### Confrontations
Confrontations entre l'Israël et la Lituanie en matchs officiels :
|   | Date            | Lieu                   | Match             | Score | Compétition  |
| 1 | 20 avril 1994   | Vilnius, Lituanie      | Lituanie - Israël | 1-1   | Match amical |
| 2 | 21 février 1996 | Haïfa, Israël          | Israël - Lituanie | 4-2   | Match amical |
| 3 | 15 août 2001    | Kaunas, Lituanie       | Lituanie - Israël | 2-3   | Match amical |
| 4 | 21 août 2002    | Kaunas, Lituanie       | Lituanie - Israël | 2-4   | Match amical |
| 5 | 30 mars 2004    | Tel Aviv-Jaffa, Israël | Israël - Lituanie | 2-1   | Match amical |

#### Bilan
| Rang | Équipe   | Pts | J | G | N | P | Bp | Bc | Diff |
| ---- | -------- | --- | - | - | - | - | -- | -- | ---- |
| 1    | Israël   | 13  | 5 | 4 | 1 | 0 | 14 | 8  | +6   |
| 2    | Lituanie | 1   | 5 | 0 | 1 | 4 | 8  | 14 | -6   |

### Italie

#### Confrontations
Confrontations entre l'Italie et la Lituanie en matchs officiels :
|    | Date               | Lieu                    | Match             | Score | Compétition                                                |
| 1  | 26 avril 1995      | Vilnius, Lituanie       | Lituanie - Italie | 0 - 1 | Qualification pour le Championnat d'Europe 1996 (groupe 4) |
| 2  | 15 novembre 1995   | Reggio d'Émilie, Italie | Italie - Lituanie | 4 - 0 | Qualification pour le Championnat d'Europe 1996 (groupe 4) |
| 3  | 28 mars 2001       | Trieste, Italie         | Italie - Lituanie | 4 - 0 | Qualification pour la Coupe du monde 2002 (groupe 8)       |
| 4  | 1er septembre 2001 | Kaunas, Lituanie        | Lituanie - Italie | 0 - 0 | Qualification pour la Coupe du monde 2002 (groupe 8)       |
| 5  | 2 septembre 2006   | Naples, Italie          | Italie - Lituanie | 1 - 1 | Qualification pour le Championnat d'Europe 2008 (groupe B) |
| 6  | 6 juin 2007        | Kaunas, Lituanie        | Lituanie - Italie | 0 - 2 | Qualification pour le Championnat d'Europe 2008 (groupe B) |
| 7. | 31 mars 2021       | Vilnius, Lituanie       | Lituanie - Italie | 0 - 2 | Qualifications pour la Coupe du Monde 2022 (Groupe C)      |
| 8. | 8 septembre 2021   | Reggio d'Émilie, Italie | Italie - Lituanie | 5 - 0 | Qualifications pour la Coupe du Monde 2022 (Groupe C)      |

#### Bilan
| Rang | Équipe   | Pts | J | G | N | P | Bp | Bc | Diff |
| ---- | -------- | --- | - | - | - | - | -- | -- | ---- |
| 1    | Italie   | 20  | 8 | 6 | 2 | 0 | 19 | 1  | +18  |
| 2    | Lituanie | 2   | 8 | 0 | 2 | 6 | 1  | 19 | -18  |

## J

### Jordanie

#### Confrontations
Confrontations entre la Jordanie et la Lituanie en matchs officiels :
|   | Date            | Lieu            | Match               | Score | Compétition                         |
| 1 | 13 février 2002 | L-Imdina, Malte | Jordanie - Lituanie | 3-0   | Tournoi international de Malte 2002 |

#### Bilan
| Rang | Équipe   | Pts | J | G | N | P | Bp | Bc | Diff |
| ---- | -------- | --- | - | - | - | - | -- | -- | ---- |
| 1    | Jordanie | 3   | 1 | 1 | 0 | 0 | 3  | 0  | +3   |
| 2    | Lituanie | 0   | 1 | 0 | 0 | 1 | 0  | 3  | -3   |

## K

### Kazakhstan

#### Confrontations
Confrontations entre le Kazakhstan et la Lituanie en matchs officiels :
|   | Date             | Lieu              | Match                 | Score | Compétition                           |
| 1 | 5 mars 2014      | Vilnius, Lituanie | Lituanie - Kazakhstan | 1-1   | Match amical                          |
| 2 | 4 septembre 2020 | Vilnius, Lituanie | Lituanie - Kazakhstan | 0-2   | Ligue des nations 2020-2021 (Ligue C) |

#### Bilan
| Rang | Équipe     | Pts | J | G | N | P | Bp | Bc | Diff |
| ---- | ---------- | --- | - | - | - | - | -- | -- | ---- |
| 1    | Kazakhstan | 4   | 2 | 1 | 1 | 0 | 3  | 1  | +2   |
| 2    | Lituanie   | 1   | 2 | 0 | 1 | 1 | 1  | 3  | -2   |

### Koweït

#### Confrontations
Confrontations entre le Koweït et la Lituanie en matchs officiels :
|   | Date            | Lieu           | Match             | Score | Compétition  |
| 1 | 11 octobre 2006 | Koweït, Koweït | Koweït - Lituanie | 1-0   | Match amical |

#### Bilan
| Rang | Équipe   | Pts | J | G | N | P | Bp | Bc | Diff |
| ---- | -------- | --- | - | - | - | - | -- | -- | ---- |
| 1    | Koweït   | 3   | 1 | 1 | 0 | 0 | 1  | 0  | +1   |
| 2    | Lituanie | 0   | 1 | 0 | 0 | 1 | 0  | 1  | -1   |

## L

### Lettonie

#### Confrontations
Confrontations entre la Lettonie et la Lituanie en matchs officiels :
|    | Date               | Lieu               | Match               | Score | Compétition                                                         |
| 1  | 16 août 1924       | Vilnius, Lituanie  | Lituanie - Lettonie | 2-4   | Match amical                                                        |
| 2  | 20 septembre 1925  | Riga, Lettonie     | Lettonie - Lituanie | 2-2   | Match amical                                                        |
| 3  | 21 août 1926       | Vilnius, Lituanie  | Lituanie - Lettonie | 2-3   | Match amical                                                        |
| 4  | 27 juillet 1927    | Riga, Lettonie     | Lettonie - Lituanie | 6-3   | Match amical                                                        |
| 5  | 25 juillet 1928    | Tallinn, Estonie   | Lettonie - Lituanie | 3-0   | Coupe baltique 1928                                                 |
| 6  | 1er septembre 1928 | Kaunas, Lituanie   | Lituanie - Lettonie | 1-1   | Match amical                                                        |
| 7  | 14 août 1929       | Riga, Lettonie     | Lettonie - Lituanie | 3-1   | Coupe baltique 1929                                                 |
| 8  | 17 août 1930       | Kaunas, Lituanie   | Lituanie - Lettonie | 3-3   | Coupe baltique 1930                                                 |
| 9  | 30 juin 1931       | Riga, Lettonie     | Lettonie - Lituanie | 5-2   | Match amical                                                        |
| 10 | 31 août 1931       | Tallinn, Estonie   | Lituanie - Lettonie | 0-1   | Coupe baltique 1931                                                 |
| 11 | 29 juin 1932       | Vilnius, Lituanie  | Lituanie - Lettonie | 2-3   | Match amical                                                        |
| 12 | 24 juillet 1932    | Riga, Lettonie     | Lettonie - Lituanie | 2-1   | Match amical                                                        |
| 13 | 28 août 1932       | Riga, Lettonie     | Lettonie - Lituanie | 4-1   | Coupe baltique 1932                                                 |
| 14 | 11 septembre 1932  | Vilnius, Lituanie  | Lituanie - Lettonie | 1-0   | Match amical                                                        |
| 15 | 12 juin 1933       | Riga, Lettonie     | Lettonie - Lituanie | 6-2   | Match amical                                                        |
| 16 | 4 septembre 1933   | Vilnius, Lituanie  | Lituanie - Lettonie | 2-2   | Coupe baltique 1933                                                 |
| 17 | 10 juin 1934       | Vilnius, Lituanie  | Lituanie - Lettonie | 2-0   | Match amical                                                        |
| 18 | 9 septembre 1934   | Riga, Lettonie     | Lettonie - Lituanie | 1-3   | Coupe baltique 1934                                                 |
| 19 | 30 mai 1935        | Riga, Lettonie     | Lettonie - Lituanie | 6-1   | Match amical                                                        |
| 20 | 21 août 1935       | Tallinn, Estonie   | Lettonie - Lituanie | 2-2   | Coupe baltique 1935                                                 |
| 21 | 8 septembre 1935   | Vilnius, Lituanie  | Lituanie - Lettonie | 2-2   | Match amical                                                        |
| 22 | 14 juin 1936       | Vilnius, Lituanie  | Lituanie - Lettonie | 1-5   | Match amical                                                        |
| 23 | 29 août 1936       | Riga, Lettonie     | Lettonie - Lituanie | 2-1   | Coupe baltique 1936                                                 |
| 24 | 29 juillet 1937    | Riga, Lettonie     | Lettonie - Lituanie | 4-2   | Qualification pour la Coupe du monde 1938 (groupe 8 - premier tour) |
| 25 | 3 septembre 1937   | Kaunas, Lituanie   | Lituanie - Lettonie | 1-5   | Qualification pour la Coupe du monde 1938 (groupe 8 - premier tour) |
| 26 | 17 mai 1938        | Riga, Lettonie     | Lettonie - Lituanie | 2-0   | Match amical                                                        |
| 27 | 4 septembre 1938   | Tallinn, Estonie   | Lettonie - Lituanie | 1-1   | Coupe baltique 1938                                                 |
| 28 | 6 septembre 1940   | Riga, Lettonie     | Lettonie - Lituanie | 1-0   | Coupe baltique 1940                                                 |
| 29 | 13 octobre 1940    | Vilnius, Lituanie  | Lituanie - Lettonie | 4-3   | Match amical                                                        |
| 30 | 30 juin 1945       | Riga, Lettonie     | Lettonie - Lituanie | 3-7   | Match amical                                                        |
| 31 | 28 septembre 1947  | Riga, Lettonie     | Lettonie - Lituanie | 3-2   | Match amical                                                        |
| 32 | 5 octobre 1947     | Vilnius, Lituanie  | Lituanie - Lettonie | 0-3   | Match amical                                                        |
| 33 | 26 septembre 1948  | Riga, Lettonie     | Lettonie - Lituanie | 0-1   | Coupe baltique 1948                                                 |
| 34 | 25 octobre 1949    | Vilnius, Lituanie  | Lituanie - Lettonie | 1-0   | Coupe baltique 1949                                                 |
| 35 | 17 novembre 1991   | Klaipėda, Lituanie | Lituanie - Lettonie | 1-1   | Coupe baltique 1991                                                 |
| 36 | 17 juillet 1992    | Liepāja, Lettonie  | Lettonie - Lituanie | 2-3   | Coupe baltique 1992                                                 |
| 37 | 12 août 1992       | Riga, Lettonie     | Lettonie - Lituanie | 1-2   | Qualification pour la Coupe du monde 1994 (groupe 3)                |
| 38 | 28 octobre 1992    | Vilnius, Lituanie  | Lituanie - Lettonie | 1-1   | Qualification pour la Coupe du monde 1994 (groupe 3)                |
| 39 | 20 février 1993    | Helsinki, Finlande | Lituanie - Lettonie | 2-1   | Match amical                                                        |
| 40 | 3 juillet 1993     | Pärnu, Estonie     | Lettonie - Lituanie | 0-0   | Coupe baltique 1993                                                 |
| 41 | 31 juillet 1994    | Vilnius, Lituanie  | Lituanie - Lettonie | 1-0   | Coupe baltique 1994                                                 |
| 42 | 21 mai 1995        | Riga, Lettonie     | Lettonie - Lituanie | 2-0   | Coupe baltique 1995                                                 |
| 43 | 8 juillet 1996     | Narva, Estonie     | Lituanie - Lettonie | 2-1   | Coupe baltique 1996                                                 |
| 44 | 15 février 1997    | Deryneia, Chypre   | Lettonie - Lituanie | 1-0   | Match amical                                                        |
| 45 | 11 juillet 1997    | Vilnius, Lituanie  | Lituanie - Lettonie | 1-0   | Coupe baltique 1997                                                 |
| 46 | 21 avril 1998      | Liepāja, Lettonie  | Lettonie - Lituanie | 1-2   | Coupe baltique 1998                                                 |
| 47 | 6 février 2000     | Larnaca, Chypre    | Lituanie - Lettonie | 2-1   | Match amical                                                        |
| 48 | 26 avril 2000      | Kaunas, Lituanie   | Lituanie - Lettonie | 2-1   | Match amical                                                        |
| 49 | 5 juillet 2001     | Riga, Lettonie     | Lettonie - Lituanie | 4-1   | Coupe baltique 2001                                                 |
| 50 | 12 février 2003    | Antalya, Turquie   | Lettonie - Lituanie | 2-1   | Match amical                                                        |
| 51 | 4 juillet 2003     | Valga, Estonie     | Lettonie - Lituanie | 2-1   | Coupe baltique 2003                                                 |
| 52 | 21 mai 2005        | Kaunas, Lituanie   | Lituanie - Lettonie | 2-0   | Coupe baltique 2005                                                 |
| 53 | 1er juin 2008      | Riga, Lettonie     | Lettonie - Lituanie | 2-1   | Match amical                                                        |
| 54 | 18 juin 2010       | Kaunas, Lituanie   | Lituanie - Lettonie | 0-0   | Match amical                                                        |
| 55 | 1er juin 2012      | Võru, Estonie      | Lettonie - Lituanie | 5-0   | Match amical                                                        |
| 56 | 6 septembre 2013   | Riga, Lettonie     | Lettonie - Lituanie | 2-1   | Qualification pour la Coupe du monde 2014 (groupe G)                |
| 57 | 11 octobre 2013    | Vilnius, Lituanie  | Lituanie - Lettonie | 2-0   | Qualification pour la Coupe du monde 2014 (groupe G)                |
| 58 | 31 mai 2014        | Liepāja, Lettonie  | Lettonie - Lituanie | 1-0   | Coupe baltique 2014 (finale)                                        |
| 59 | 1er juin 2016      | Liepāja, Lettonie  | Lettonie - Lituanie | 2-1   | Coupe baltique 2016                                                 |
| 60 | 5 juin 2018        | Vilnius, Lituanie  | Lituanie - Lettonie | 1-1   | Coupe baltique 2018                                                 |

#### Bilan
| Rang | Équipe   | Pts | J  | G  | N  | P  | Bp  | Bc  | Diff |
| ---- | -------- | --- | -- | -- | -- | -- | --- | --- | ---- |
| 1    | Lettonie | 102 | 60 | 30 | 12 | 18 | 125 | 86  | +39  |
| 2    | Lituanie | 66  | 60 | 18 | 12 | 30 | 86  | 125 | -39  |

### Liechtenstein

#### Confrontations
Confrontations entre le Liechtenstein et la Lituanie en matchs officiels :
|   | Date              | Lieu                  | Match                    | Score | Compétition                                                |
| 1 | 9 octobre 1996    | Vilnius, Lituanie     | Lituanie - Liechtenstein | 2-1   | Qualification pour la Coupe du monde 1998 (groupe 8)       |
| 2 | 30 avril 1997     | Eschen, Liechtenstein | Liechtenstein - Lituanie | 0-2   | Qualification pour la Coupe du monde 1998 (groupe 8)       |
| 3 | 3 juin 2011       | Vaduz, Liechtenstein  | Liechtenstein - Lituanie | 2-0   | Qualification pour le Championnat d'Europe 2012 (groupe I) |
| 4 | 2 septembre 2011  | Kaunas, Lituanie      | Lituanie - Liechtenstein | 0-0   | Qualification pour le Championnat d'Europe 2012 (groupe I) |
| 5 | 12 octobre 2012   | Vaduz, Liechtenstein  | Liechtenstein - Lituanie | 0-2   | Qualification pour la Coupe du monde 2014 (groupe G)       |
| 6 | 10 septembre 2013 | Marijampolė, Lituanie | Lituanie - Liechtenstein | 2-0   | Qualification pour la Coupe du monde 2014 (groupe G)       |

#### Bilan
| Rang | Équipe        | Pts | J | G | N | P | Bp | Bc | Diff |
| ---- | ------------- | --- | - | - | - | - | -- | -- | ---- |
| 1    | Lituanie      | 13  | 6 | 4 | 1 | 1 | 8  | 3  | +5   |
| 2    | Liechtenstein | 4   | 6 | 1 | 1 | 4 | 3  | 8  | -5   |

### Luxembourg

#### Confrontations
Confrontations entre le Luxembourg et la Lituanie en matchs officiels :
|   | Date         | Lieu                   | Match                 | Score | Compétition                                                |
| 1 | 12 août 2009 | Luxembourg, Luxembourg | Luxembourg - Lituanie | 0-1   | Match amical                                               |
| 2 | 14 août 2013 | Luxembourg, Luxembourg | Luxembourg - Lituanie | 2-1   | Match amical                                               |
| 3 | 22 mars 2019 | Luxembourg, Luxembourg | Luxembourg - Lituanie | 2-1   | Qualification pour le Championnat d'Europe 2020 (groupe B) |
| 4 | 7 juin 2019  | Vilnius, Lituanie      | Lituanie - Luxembourg | 1-1   | Qualification pour le Championnat d'Europe 2020 (groupe B) |

#### Bilan
| Rang | Équipe     | Pts | J | G | N | P | Bp | Bc | Diff |
| ---- | ---------- | --- | - | - | - | - | -- | -- | ---- |
| 1    | Luxembourg | 7   | 4 | 2 | 1 | 1 | 5  | 4  | +1   |
| 2    | Lituanie   | 4   | 4 | 1 | 1 | 2 | 4  | 5  | -1   |

## M

### Macédoine du Nord

#### Confrontations
Confrontations entre la Macédoine et la Lituanie en matchs officiels :
|   | Date             | Lieu                      | Match                | Score | Compétition                                          |
| 1 | 6 septembre 1997 | Vilnius, Lituanie         | Lituanie - Macédoine | 2-0   | Qualification pour la Coupe du monde 1998 (groupe 8) |
| 2 | 11 octobre 1997  | Skopje, Macédoine du Nord | Macédoine - Lituanie | 1-2   | Qualification pour la Coupe du monde 1998 (groupe 8) |
| 3 | 15 août 2012     | Skopje, Macédoine du Nord | Macédoine - Lituanie | 1-0   | Match amical                                         |

#### Bilan
| Rang | Équipe            | Pts | J | G | N | P | Bp | Bc | Diff |
| ---- | ----------------- | --- | - | - | - | - | -- | -- | ---- |
| 1    | Lituanie          | 6   | 3 | 2 | 0 | 1 | 4  | 2  | +2   |
| 2    | Macédoine du Nord | 3   | 3 | 1 | 0 | 2 | 2  | 4  | -2   |

### Mali

#### Confrontations
Confrontations entre le Mali et la Lituanie en matchs officiels :
|   | Date           | Lieu                 | Match           | Score | Compétition  |
| 1 | 6 février 2007 | La Courneuve, France | Lituanie - Mali | 1-3   | Match amical |

#### Bilan
| Rang | Équipe   | Pts | J | G | N | P | Bp | Bc | Diff |
| ---- | -------- | --- | - | - | - | - | -- | -- | ---- |
| 1    | Mali     | 3   | 1 | 1 | 0 | 0 | 3  | 1  | +2   |
| 2    | Lituanie | 0   | 1 | 0 | 0 | 1 | 1  | 3  | -2   |

### Malte

#### Confrontations
Confrontations entre Malte et la Lituanie en matchs officiels :
|   | Date             | Lieu              | Match            | Score | Compétition                                          |
| 1 | 11 février 2002  | L-Imdina, Malte   | Malte - Lituanie | 1-1   | Tournoi international de Malte 2002                  |
| 2 | 15 novembre 2006 | Paola, Malte      | Malte - Lituanie | 1-4   | Match amical                                         |
| 3 | 8 juin 2015      | L-Imdina, Malte   | Malte - Lituanie | 2-0   | Match amical                                         |
| 4 | 11 octobre 2016  | Vilnius, Lituanie | Lituanie - Malte | 2-0   | Qualification pour la Coupe du monde 2018 (groupe F) |
| 5 | 5 octobre 2017   | L-Imdina, Malte   | Malte - Lituanie | 1-1   | Qualification pour la Coupe du monde 2018 (groupe F) |

#### Bilan
| Rang | Équipe   | Pts | J | G | N | P | Bp | Bc | Diff |
| ---- | -------- | --- | - | - | - | - | -- | -- | ---- |
| 1    | Lituanie | 8   | 5 | 2 | 2 | 1 | 8  | 5  | +3   |
| 2    | Malte    | 5   | 5 | 1 | 2 | 2 | 5  | 8  | -3   |

### Moldavie

#### Confrontations
Confrontations entre la Moldavie et la Lituanie en matchs officiels :
|   | Date             | Lieu                  | Match               | Score | Compétition                         |
| 1 | 20 mai 1992      | Chișinău, Moldavie    | Moldavie - Lituanie | 1-1   | Match amical                        |
| 2 | 16 août 1998     | Kaunas, Lituanie      | Lituanie - Moldavie | 1-1   | Match amical                        |
| 3 | 4 février 2000   | Larnaca, Chypre       | Moldavie - Lituanie | 2-1   | Match amical                        |
| 4 | 9 février 2002   | L-Imdina, Malte       | Lituanie - Moldavie | 1-0   | Tournoi international de Malte 2002 |
| 5 | 16 août 2006     | Chișinău, Moldavie    | Moldavie - Lituanie | 3-2   | Match amical                        |
| 6 | 20 août 2008     | Marijampolė, Lituanie | Lituanie - Moldavie | 3-0   | Match amical                        |
| 7 | 19 novembre 2008 | Tallinn, Estonie      | Lituanie - Moldavie | 1-1   | Match amical                        |
| 8 | 18 novembre 2013 | Chișinău, Moldavie    | Moldavie - Lituanie | 1-1   | Match amical                        |

#### Bilan
| Rang | Équipe   | Pts | J | G | N | P | Bp | Bc | Diff |
| ---- | -------- | --- | - | - | - | - | -- | -- | ---- |
| 1    | Lituanie | 10  | 8 | 2 | 4 | 2 | 11 | 9  | +2   |
| 2    | Moldavie | 10  | 8 | 2 | 4 | 2 | 9  | 11 | -2   |

### Monténégro

#### Confrontations
Confrontations entre le Monténégro et la Lituanie en matchs officiels :
|   | Date              | Lieu                  | Match                 | Score | Compétition                           |
| 1 | 10 septembre 2018 | Podgorica, Monténégro | Monténégro - Lituanie | 2-0   | Ligue des nations 2018-2019 (Ligue C) |
| 2 | 14 octobre 2018   | Vilnius, Lituanie     | Lituanie - Monténégro | 1-4   | Ligue des nations 2018-2019 (Ligue C) |

#### Bilan
| Rang | Équipe     | Pts | J | G | N | P | Bp | Bc | Diff |
| ---- | ---------- | --- | - | - | - | - | -- | -- | ---- |
| 1    | Monténégro | 6   | 2 | 2 | 0 | 0 | 6  | 1  | +5   |
| 2    | Lituanie   | 0   | 2 | 0 | 0 | 2 | 1  | 6  | -5   |

## N

### Norvège

#### Confrontations
Confrontations entre la Norvège et la Lituanie en matchs officiels :
|   | Date         | Lieu          | Match              | Score | Compétition  |
| 1 | 18 août 1999 | Oslo, Norvège | Norvège - Lituanie | 1-0   | Match amical |
| 2 | 7 juin 2011  | Oslo, Norvège | Norvège - Lituanie | 1-0   | Match amical |

#### Bilan
| Rang | Équipe   | Pts | J | G | N | P | Bp | Bc | Diff |
| ---- | -------- | --- | - | - | - | - | -- | -- | ---- |
| 1    | Norvège  | 6   | 2 | 2 | 0 | 0 | 2  | 0  | +2   |
| 2    | Lituanie | 0   | 2 | 0 | 0 | 2 | 0  | 2  | -2   |

### Nouvelle-Zélande

#### Confrontations
Confrontations entre la Nouvelle-Zélande et la Lituanie en matchs officiels :
|   | Date             | Lieu              | Match                       | Score | Compétition  |
| 1 | 17 novembre 2019 | Vilnius, Lituanie | Lituanie - Nouvelle-Zélande | 1-0   | Match amical |

#### Bilan
| Rang | Équipe           | Pts | J | G | N | P | Bp | Bc | Diff |
| ---- | ---------------- | --- | - | - | - | - | -- | -- | ---- |
| 1    | Lituanie         | 3   | 1 | 1 | 0 | 0 | 1  | 0  | +1   |
| 2    | Nouvelle-Zélande | 0   | 1 | 0 | 0 | 1 | 0  | 1  | -1   |

## P

### Pologne

#### Confrontations
Confrontations entre la Pologne et la Lituanie en matchs officiels :
|    | Date              | Lieu                             | Match              | Score | Compétition  |
| 1  | 25 mars 1992      | Rydułtowy Pologne                | Pologne - Lituanie | 2-0   | Match amical |
| 2  | 31 mars 1993      | Brzeszcze, Pologne               | Pologne - Lituanie | 1-1   | Match amical |
| 3  | 15 mars 1995      | Ostrowiec Świętokrzyski, Pologne | Pologne - Lituanie | 4-1   | Match amical |
| 4  | 14 février 1997   | Ayia Napa, Chypre                | Lituanie - Pologne | 0-0   | Match amical |
| 5  | 24 septembre 1997 | Olsztyn, Pologne                 | Pologne - Lituanie | 2-0   | Match amical |
| 6  | 14 décembre 2003  | L-Imdina, Malte                  | Pologne - Lituanie | 3-1   | Match amical |
| 7  | 2 mai 2006        | Bełchatów, Pologne               | Pologne - Lituanie | 0-1   | Match amical |
| 8  | 7 février 2009    | Faro, Portugal                   | Lituanie - Pologne | 1-1   | Match amical |
| 9  | 25 mars 2011      | Kaunas Lituanie                  | Lituanie - Pologne | 2-0   | Match amical |
| 10 | 6 juin 2014       | Gdańsk, Pologne                  | Pologne - Lituanie | 2-1   | Match amical |
| 11 | 6 juin 2016       | Cracovie, Pologne                | Pologne - Lituanie | 0-0   | Match amical |
| 12 | 12 juin 2018      | Varsovie, Pologne                | Pologne - Lituanie | 4-0   | Match amical |

#### Bilan
| Rang | Équipe   | Pts | J  | G | N | P | Bp | Bc | Diff |
| ---- | -------- | --- | -- | - | - | - | -- | -- | ---- |
| 1    | Pologne  | 22  | 12 | 6 | 4 | 2 | 19 | 8  | +11  |
| 2    | Lituanie | 10  | 12 | 2 | 4 | 6 | 8  | 19 | -11  |

### Portugal

#### Confrontations
Confrontations entre le Portugal et la Lituanie en matchs officiels :
|   | Date              | Lieu              | Match               | Score | Compétition                                                |
| 1 | 16 août 2000      | Viseu, Portugal   | Portugal - Lituanie | 5-1   | Match amical                                               |
| 2 | 5 juin 2004       | Setúbal, Portugal | Portugal - Lituanie | 4-1   | Match amical                                               |
| 3 | 10 septembre 2019 | Vilnius, Lituanie | Lituanie - Portugal | 1-5   | Qualification pour le Championnat d'Europe 2020 (groupe B) |
| 4 | 14 novembre 2019  | Faro, Portugal    | Portugal - Lituanie | 6-0   | Qualification pour le Championnat d'Europe 2020 (groupe B) |

#### Bilan
| Rang | Équipe   | Pts | J | G | N | P | Bp | Bc | Diff |
| ---- | -------- | --- | - | - | - | - | -- | -- | ---- |
| 1    | Portugal | 12  | 4 | 4 | 0 | 0 | 20 | 3  | +17  |
| 2    | Lituanie | 0   | 4 | 0 | 0 | 4 | 3  | 20 | -17  |

## R

### Roumanie

#### Confrontations
Confrontations entre la Roumanie et la Lituanie en matchs officiels :
|    | Date             | Lieu                  | Match               | Score | Compétition                                          |
| 1  | 26 août 1931     | Kaunas, Lituanie      | Lituanie - Roumanie | 2-4   | Match amical                                         |
| 2  | 8 juillet 1937   | Vilnius, Lituanie     | Lituanie - Roumanie | 0-2   | Match amical                                         |
| 3  | 31 août 1996     | Bucarest, Roumanie    | Roumanie - Lituanie | 3-0   | Qualification pour la Coupe du monde 1998 (groupe 8) |
| 4  | 2 avril 1997     | Vilnius, Lituanie     | Lituanie - Roumanie | 0-1   | Qualification pour la Coupe du monde 1998 (groupe 8) |
| 5  | 3 septembre 2000 | Bucarest, Roumanie    | Roumanie - Lituanie | 1-0   | Qualification pour la Coupe du monde 2002 (groupe 8) |
| 6  | 28 février 2001  | Nicosie, Chypre       | Roumanie - Lituanie | 3-0   | Tournoi de Chypre 2001 (finale)                      |
| 7  | 6 juin 2001      | Kaunas, Lituanie      | Lituanie - Roumanie | 1-2   | Qualification pour la Coupe du monde 2002 (groupe 8) |
| 8  | 30 avril 2003    | Kaunas, Lituanie      | Lituanie - Roumanie | 0-1   | Match amical                                         |
| 9  | 6 septembre 2008 | Cluj-Napoca, Roumanie | Roumanie - Lituanie | 0-3   | Qualification pour la Coupe du monde 2010 (groupe 7) |
| 10 | 6 juin 2009      | Marijampolė, Lituanie | Lituanie - Roumanie | 0-1   | Qualification pour la Coupe du monde 2010 (groupe 7) |
| 11 | 23 mars 2016     | Giurgiu, Roumanie     | Roumanie - Lituanie | 1-0   | Match amical                                         |
| 12 | 11 octobre 2018  | Vilnius, Lituanie     | Lituanie - Roumanie | 1-2   | Ligue des nations 2018-2019 (Ligue C)                |
| 13 | 17 novembre 2018 | Ploiești, Roumanie    | Roumanie - Lituanie | 3-0   | Ligue des nations 2018-2019 (Ligue C)                |

#### Bilan
| Rang | Équipe   | Pts | J  | G  | N | P  | Bp | Bc | Diff |
| ---- | -------- | --- | -- | -- | - | -- | -- | -- | ---- |
| 1    | Roumanie | 36  | 13 | 12 | 0 | 1  | 24 | 7  | +17  |
| 2    | Lituanie | 3   | 13 | 1  | 0 | 12 | 7  | 24 | -17  |

### Russie

#### Confrontations
Confrontations entre la Russie et la Lituanie en matchs officiels :
|   | Date         | Lieu                  | Match             | Score | Compétition  |
| 1 | 18 août 2004 | Moscou, Russie        | Russie - Lituanie | 4-3   | Match amical |
| 2 | 4 juin 2008  | Burghausen, Allemagne | Lituanie - Russie | 1-4   | Match amical |
| 3 | 29 mai 2012  | Nyon, Suisse          | Russie - Lituanie | 0-0   | Match amical |
| 4 | 26 mars 2016 | Moscou, Russie        | Russie - Lituanie | 3-0   | Match amical |

#### Bilan
| Rang | Équipe   | Pts | J | G | N | P | Bp | Bc | Diff |
| ---- | -------- | --- | - | - | - | - | -- | -- | ---- |
| 1    | Russie   | 10  | 4 | 3 | 1 | 0 | 11 | 4  | +7   |
| 2    | Lituanie | 1   | 4 | 0 | 1 | 3 | 4  | 11 | -7   |

## S

### Saint-Marin

#### Confrontations
Confrontations entre Saint-Marin et la Lituanie en matchs officiels :
|   | Date             | Lieu                     | Match                  | Score | Compétition                                                |
| 1 | 8 septembre 2004 | Kaunas, Lituanie         | Lituanie - Saint-Marin | 4-0   | Qualification pour la Coupe du monde 2006 (groupe 7)       |
| 2 | 17 novembre 2004 | Serravalle, Saint-Marin  | Saint-Marin - Lituanie | 0-1   | Qualification pour la Coupe du monde 2006 (groupe 7)       |
| 3 | 8 septembre 2014 | Saint-Marin, Saint-Marin | Saint-Marin - Lituanie | 0-2   | Qualification pour le Championnat d'Europe 2016 (groupe E) |
| 4 | 8 septembre 2015 | Vilnius, Lituanie        | Lituanie - Saint-Marin | 2-1   | Qualification pour le Championnat d'Europe 2016 (groupe E) |

#### Bilan
| Rang | Équipe      | Pts | J | G | N | P | Bp | Bc | Diff |
| ---- | ----------- | --- | - | - | - | - | -- | -- | ---- |
| 1    | Lituanie    | 12  | 4 | 4 | 0 | 0 | 9  | 1  | +8   |
| 2    | Saint-Marin | 0   | 4 | 0 | 0 | 4 | 1  | 9  | -8   |

### Serbie

#### Confrontations
Confrontations entre la Serbie et la Lituanie en matchs officiels :
|   | Date             | Lieu                  | Match             | Score | Compétition                                                |
| 1 | 11 octobre 2008  | Belgrade, Serbie      | Serbie - Lituanie | 3-0   | Qualification pour la Coupe du monde 2010 (groupe 7)       |
| 2 | 14 octobre 2009  | Marijampolė, Lituanie | Lituanie - Serbie | 2-1   | Qualification pour la Coupe du monde 2010 (groupe 7)       |
| 3 | 7 septembre 2018 | Vilnius, Lituanie     | Lituanie - Serbie | 0-1   | Ligue des nations 2018-2019 (Ligue C)                      |
| 4 | 20 novembre 2018 | Belgrade, Serbie      | Serbie - Lituanie | 4-1   | Ligue des nations 2018-2019 (Ligue C)                      |
| 5 | 10 juin 2019     | Belgrade, Serbie      | Serbie - Lituanie | 4-1   | Qualification pour le Championnat d'Europe 2020 (groupe B) |
| 6 | 14 octobre 2019  | Vilnius, Lituanie     | Lituanie - Serbie | 1-2   | Qualification pour le Championnat d'Europe 2020 (groupe B) |

#### Bilan
| Rang | Équipe   | Pts | J | G | N | P | Bp | Bc | Diff |
| ---- | -------- | --- | - | - | - | - | -- | -- | ---- |
| 1    | Serbie   | 15  | 6 | 5 | 0 | 1 | 15 | 5  | +10  |
| 2    | Lituanie | 3   | 6 | 1 | 0 | 5 | 5  | 15 | -10  |

### Serbie-et-Monténégro

#### Confrontations
Confrontations entre la Serbie-et-Monténégro et la Lituanie en matchs officiels :
|   | Date             | Lieu                            | Match                           | Score | Compétition                                          |
| 1 | 17 avril 2002    | Smederevo, Serbie-et-Monténégro | Serbie-et-Monténégro - Lituanie | 4-1   | Match amical                                         |
| 2 | 3 septembre 2005 | Belgrade, Serbie-et-Monténégro  | Serbie-et-Monténégro - Lituanie | 2-0   | Qualification pour la Coupe du monde 2006 (groupe 7) |
| 3 | 8 octobre 2005   | Vilnius, Lituanie               | Lituanie - Serbie-et-Monténégro | 0-2   | Qualification pour la Coupe du monde 2006 (groupe 7) |

#### Bilan
| Rang | Équipe               | Pts | J | G | N | P | Bp | Bc | Diff |
| ---- | -------------------- | --- | - | - | - | - | -- | -- | ---- |
| 1    | Serbie-et-Monténégro | 9   | 3 | 3 | 0 | 0 | 8  | 1  | +7   |
| 2    | Lituanie             | 0   | 3 | 0 | 0 | 3 | 1  | 8  | -7   |

### Slovaquie

#### Confrontations
Confrontations entre la Slovaquie et la Lituanie en matchs officiels :
|   | Date             | Lieu                       | Match                | Score | Compétition                                          |
| 1 | 14 octobre 1992  | Vilnius, Lituanie          | Lituanie - Slovaquie | 0-1   | Match amical                                         |
| 2 | 30 mars 1993     | Dunajská Streda, Slovaquie | Slovaquie - Lituanie | 2-2   | Match amical                                         |
| 3 | 7 septembre 2012 | Vilnius, Lituanie          | Lituanie - Slovaquie | 1-1   | Qualification pour la Coupe du monde 2014 (groupe G) |
| 4 | 22 mars 2013     | Žilina, Slovaquie          | Slovaquie - Lituanie | 1-1   | Qualification pour la Coupe du monde 2014 (groupe G) |
| 5 | 11 novembre 2016 | Trnava, Slovaquie          | Slovaquie - Lituanie | 4-0   | Qualification pour la Coupe du monde 2018 (groupe F) |
| 6 | 10 juin 2017     | Vilnius, Lituanie          | Lituanie - Slovaquie | 1-2   | Qualification pour la Coupe du monde 2018 (groupe F) |

#### Bilan
| Rang | Équipe    | Pts | J | G | N | P | Bp | Bc | Diff |
| ---- | --------- | --- | - | - | - | - | -- | -- | ---- |
| 1    | Slovaquie | 12  | 6 | 3 | 3 | 0 | 11 | 5  | +6   |
| 2    | Lituanie  | 3   | 6 | 0 | 3 | 3 | 5  | 11 | -6   |

### Slovénie

#### Confrontations
Confrontations entre la Slovénie et la Lituanie en matchs officiels :
|   | Date             | Lieu                | Match               | Score | Compétition                                                |
| 1 | 16 novembre 1994 | Maribor, Slovénie   | Slovénie - Lituanie | 1-2   | Qualification pour le Championnat d'Europe 1996 (groupe 4) |
| 2 | 7 juin 1995      | Vilnius, Lituanie   | Lituanie - Slovénie | 2-1   | Qualification pour le Championnat d'Europe 1996 (groupe 4) |
| 3 | 12 octobre 2014  | Vilnius, Lituanie   | Lituanie - Slovénie | 0-2   | Qualification pour le Championnat d'Europe 2016 (groupe E) |
| 4 | 9 octobre 2015   | Ljubljana, Slovénie | Slovénie - Lituanie | 1-1   | Qualification pour le Championnat d'Europe 2016 (groupe E) |
| 5 | 4 septembre 2016 | Vilnius, Lituanie   | Lituanie - Slovénie | 2-2   | Qualification pour la Coupe du monde 2018 (groupe F)       |
| 6 | 4 septembre 2017 | Ljubljana, Slovénie | Slovénie - Lituanie | 4-0   | Qualification pour la Coupe du monde 2018 (groupe F)       |

#### Bilan
| Rang | Équipe   | Pts | J | G | N | P | Bp | Bc | Diff |
| ---- | -------- | --- | - | - | - | - | -- | -- | ---- |
| 1    | Slovénie | 8   | 6 | 2 | 2 | 2 | 11 | 7  | +4   |
| 2    | Lituanie | 8   | 6 | 2 | 2 | 2 | 7  | 11 | -4   |

### Sri Lanka

#### Confrontations
Confrontations entre le Sri Lanka et la Lituanie en matchs officiels :
|   | Date            | Lieu               | Match                | Score | Compétition  |
| 1 | 8 juillet 2018  | Colombo, Sri Lanka | Sri Lanka - Lituanie | 0-0   | Match amical |
| 2 | 11 juillet 2018 | Colombo, Sri Lanka | Sri Lanka - Lituanie | 0-2   | Match amical |

#### Bilan
| Rang | Équipe    | Pts | J | G | N | P | Bp | Bc | Diff |
| ---- | --------- | --- | - | - | - | - | -- | -- | ---- |
| 1    | Lituanie  | 4   | 2 | 1 | 1 | 0 | 2  | 0  | +2   |
| 2    | Sri Lanka | 1   | 2 | 0 | 1 | 1 | 0  | 2  | -2   |

### Suède

#### Confrontations
Confrontations entre la Suède et la Lituanie en matchs officiels :
|   | Date              | Lieu             | Match            | Score | Compétition                                          |
| 1 | 25 septembre 1932 | Stockholm, Suède | Suède - Lituanie | 8-1   | Match amical                                         |
| 2 | 29 juin 1933      | Kaunas, Lituanie | Lituanie - Suède | 0-2   | Qualification pour la Coupe du monde 1934 (groupe 1) |
| 3 | 11 juin 1939      | Stockholm, Suède | Suède - Lituanie | 7-0   | Match amical                                         |
| 4 | 17 août 1994      | Örebro, Suède    | Suède - Lituanie | 4-2   | Match amical                                         |
| 5 | 6 août 1997       | Malmö, Suède     | Suède - Lituanie | 1-0   | Match amical                                         |

#### Bilan
| Rang | Équipe   | Pts | J | G | N | P | Bp | Bc | Diff |
| ---- | -------- | --- | - | - | - | - | -- | -- | ---- |
| 1    | Suède    | 15  | 5 | 5 | 0 | 0 | 22 | 3  | +19  |
| 2    | Lituanie | 0   | 5 | 0 | 0 | 5 | 3  | 22 | -19  |

### Suisse

#### Confrontations
Confrontations entre la Suisse et la Lituanie en matchs officiels :
|   | Date             | Lieu               | Match             | Score | Compétition                                                |
| 1 | 25 mai 1924      | Paris, France      | Suisse - Lituanie | 9-0   | Jeux olympiques d'été de 1924 (premier tour)               |
| 2 | 15 novembre 2014 | Saint-Gall, Suisse | Suisse - Lituanie | 4-0   | Qualification pour le Championnat d'Europe 2016 (groupe E) |
| 3 | 14 juin 2015     | Vilnius, Lituanie  | Lituanie - Suisse | 1-2   | Qualification pour le Championnat d'Europe 2016 (groupe E) |

#### Bilan
| Rang | Équipe   | Pts | J | G | N | P | Bp | Bc | Diff |
| ---- | -------- | --- | - | - | - | - | -- | -- | ---- |
| 1    | Suisse   | 9   | 3 | 3 | 0 | 0 | 15 | 1  | +14  |
| 2    | Lituanie | 0   | 3 | 0 | 0 | 3 | 1  | 15 | -14  |

## T

### Tchéquie

#### Confrontations
Confrontations entre la Tchéquie et la Lituanie en matchs officiels :
|   | Date             | Lieu                     | Match                         | Score | Compétition                                                |
| 1 | 25 mai 1994      | Ostrava, Tchéquie        | République tchèque - Lituanie | 5-3   | Match amical                                               |
| 2 | 27 mars 1999     | Teplice, Tchéquie        | République tchèque - Lituanie | 2-0   | Qualification pour le Championnat d'Europe 2000 (groupe 9) |
| 3 | 4 septembre 1999 | Vilnius, Lituanie        | Lituanie - République tchèque | 0-4   | Qualification pour le Championnat d'Europe 2000 (groupe 9) |
| 4 | 27 mai 2008      | Prague, Tchéquie         | République tchèque - Lituanie | 2-0   | Match amical                                               |
| 5 | 7 septembre 2010 | Olomouc, Tchéquie        | République tchèque - Lituanie | 0-1   | Qualification pour le Championnat d'Europe 2012 (groupe I) |
| 6 | 11 octobre 2011  | Kaunas, Lituanie         | Lituanie - République tchèque | 1-4   | Qualification pour le Championnat d'Europe 2012 (groupe I) |
| 7 | 22 mars 2017     | Ústí nad Labem, Tchéquie | République tchèque - Lituanie | 3-0   | Match amical                                               |

#### Bilan
| Rang | Équipe   | Pts | J | G | N | P | Bp | Bc | Diff |
| ---- | -------- | --- | - | - | - | - | -- | -- | ---- |
| 1    | Tchéquie | 18  | 7 | 6 | 0 | 1 | 20 | 5  | +15  |
| 2    | Lituanie | 3   | 7 | 1 | 0 | 6 | 5  | 20 | -15  |

### Turkménistan

#### Confrontations
Confrontations entre le Turkménistan et la Lituanie en matchs officiels :
|   | Date         | Lieu             | Match                   | Score | Compétition  |
| 1 | 22 août 2007 | Kaunas, Lituanie | Lituanie - Turkménistan | 2-1   | Match amical |

#### Bilan
| Rang | Équipe       | Pts | J | G | N | P | Bp | Bc | Diff |
| ---- | ------------ | --- | - | - | - | - | -- | -- | ---- |
| 1    | Lituanie     | 3   | 1 | 1 | 0 | 0 | 2  | 1  | +1   |
| 2    | Turkménistan | 0   | 1 | 0 | 0 | 1 | 1  | 2  | -1   |

## U

### Ukraine

#### Confrontations
Confrontations entre l'Ukraine et la Lituanie en matchs officiels :
|    | Date             | Lieu              | Match              | Score | Compétition                                                |
| 1  | 18 mai 1993      | Vilnius, Lituanie | Lituanie - Ukraine | 1-2   | Match amical                                               |
| 2  | 7 septembre 1994 | Kiev, Ukraine     | Ukraine - Lituanie | 0-2   | Qualification pour le Championnat d'Europe 1996 (groupe 4) |
| 3  | 6 septembre 1995 | Vilnius, Lituanie | Lituanie - Ukraine | 1-3   | Qualification pour le Championnat d'Europe 1996 (groupe 4) |
| 4  | 13 août 1996     | Kiev, Ukraine     | Ukraine - Lituanie | 5-2   | Match amical                                               |
| 5  | 28 mars 2007     | Odessa, Ukraine   | Ukraine - Lituanie | 1-0   | Qualification pour le Championnat d'Europe 2008 (groupe B) |
| 6  | 17 novembre 2007 | Kaunas, Lituanie  | Lituanie - Ukraine | 2-0   | Qualification pour le Championnat d'Europe 2008 (groupe B) |
| 7  | 25 mai 2010      | Kharkiv, Ukraine  | Ukraine - Lituanie | 4-0   | Match amical                                               |
| 8  | 18 novembre 2014 | Kiev, Ukraine     | Ukraine - Lituanie | 0-0   | Match amical                                               |
| 9  | 7 septembre 2019 | Vilnius, Lituanie | Lituanie - Ukraine | 0-3   | Qualification pour le Championnat d'Europe 2020 (groupe B) |
| 10 | 11 octobre 2019  | Kharkiv, Ukraine  | Ukraine - Lituanie | 2-0   | Qualification pour le Championnat d'Europe 2020 (groupe B) |

#### Bilan
| Rang | Équipe   | Pts | J  | G | N | P | Bp | Bc | Diff |
| ---- | -------- | --- | -- | - | - | - | -- | -- | ---- |
| 1    | Ukraine  | 22  | 10 | 7 | 1 | 2 | 20 | 8  | +12  |
| 2    | Lituanie | 7   | 10 | 2 | 1 | 7 | 8  | 20 | -12  |

## Statistiques par équipe affrontée
| Equipe               |     | Joués | Joués | Joués      | Victoires  | Victoires  | Victoires   | Défaites    | Défaites    | Défaites   | Partages   | Partages   | Partages | Buts marqués | Buts marqués | Buts marqués | Buts encaissés | Buts encaissés | Buts encaissés |
|                      |     | Dom.  | Ext.  | Neu.       | Dom.       | Ext.       | Neu.        | Dom.        | Ext.        | Neu.       | Dom.       | Ext.       | Neu.     | Dom.         | Ext.         | Neu.         | Dom.           | Ext.           | Neu.           |
| Albanie              |     | 2     | 4     | 0          | 1          | 2          | 0           | 0           | 2           | 0          | 1          | 0          | 0        | 3            | 4            | 0            | 1              | 6              | 0              |
| Allemagne            |     | 1     | 1     | 0          | 0          | 0          | 0           | 1           | 0           | 0          | 0          | 1          | 0        | 0            | 1            | 0            | 2              | 1              | 0              |
| Andorre              |     | 0     | 0     | 2          | 0          | 0          | 2           | 0           | 0           | 0          | 0          | 0          | 0        | 0            | 0            | 7            | 0              | 0              | 1              |
| Angleterre           |     | 2     | 2     | 0          | 0          | 0          | 0           | 2           | 2           | 0          | 0          | 0          | 0        | 0            | 0            | 0            | 4              | 6              | 0              |
| Argentine            |     | 0     | 1     | 0          | 0          | 0          | 0           | 0           | 0           | 0          | 0          | 1          | 0        | 0            | 0            | 0            | 0              | 0              | 0              |
| Arménie              |     | 2     | 2     | 0          | 1          | 1          | 0           | 1           | 1           | 0          | 0          | 0          | 0        | 4            | 3            | 0            | 2              | 4              | 0              |
| Autriche             |     | 1     | 2     | 0          | 1          | 0          | 0           | 0           | 2           | 0          | 0          | 0          | 0        | 2            | 1            | 0            | 0              | 6              | 0              |
| Azerbaïdjan          |     | 1     | 1     | 1          | 1          | 0          | 0           | 0           | 0           | 1          | 0          | 1          | 0        | 1            | 0            | 1            | 0              | 0              | 2              |
| Belgique             |     | 1     | 1     | 0          | 0          | 0          | 0           | 0           | 0           | 0          | 1          | 1          | 0        | 1            | 1            | 0            | 1              | 1              | 0              |
| Biélorussie          |     | 6     | 4     | 0          | 1          | 0          | 0           | 2           | 2           | 0          | 3          | 2          | 0        | 5            | 3            | 0            | 9              | 9              | 0              |
| Bosnie-Herzégovine   |     | 3     | 3     | 0          | 1          | 0          | 0           | 2           | 2           | 0          | 0          | 1          | 0        | 4            | 1            | 0            | 4              | 6              | 0              |
| Brésil               |     | 0     | 1     | 0          | 0          | 0          | 0           | 0           | 1           | 0          | 0          | 0          | 0        | 0            | 1            | 0            | 0              | 3              | 0              |
| Bulgarie             |     | 0     | 1     | 0          | 0          | 0          | 0           | 0           | 1           | 0          | 0          | 0          | 0        | 0            | 0            | 0            | 0              | 3              | 0              |
| Chili                |     | 0     | 1     | 0          | 0          | 0          | 0           | 0           | 1           | 0          | 0          | 0          | 0        | 0            | 0            | 0            | 0              | 1              | 0              |
| Chypre               |     | 0     | 3     | 0          | 0          | 1          | 0           | 0           | 2           | 0          | 0          | 0          | 0        | 0            | 3            | 0            | 0              | 4              | 0              |
| Croatie              |     | 1     | 1     | 0          | 0          | 0          | 0           | 0           | 1           | 0          | 1          | 0          | 0        | 0            | 0            | 0            | 0              | 2              | 0              |
| Danemark             |     | 1     | 1     | 0          | 0          | 0          | 0           | 0           | 1           | 0          | 1          | 0          | 0        | 0            | 0            | 0            | 0              | 4              | 0              |
| Écosse               |     | 5     | 5     | 0          | 1          | 0          | 0           | 2           | 4           | 0          | 2          | 1          | 0        | 2            | 2            | 0            | 5              | 9              | 0              |
| Égypte               |     | 0     | 0     | 1          | 0          | 0          | 0           | 0           | 0           | 1          | 0          | 0          | 0        | 0            | 0            | 0            | 0              | 0              | 10             |
| Émirats arabes unis  |     | 0     | 0     | 1          | 0          | 0          | 0           | 0           | 0           | 0          | 0          | 0          | 1        | 0            | 0            | 1            | 0              | 0              | 1              |
| Espagne              |     | 3     | 3     | 0          | 0          | 0          | 0           | 2           | 3           | 0          | 1          | 0          | 0        | 1            | 1            | 0            | 5              | 9              | 0              |
| Estonie              |     | 26    | 22    | 9          | 13         | 8          | 5           | 9           | 10          | 2          | 4          | 4          | 2        | 40           | 27           | 22           | 37             | 36             | 13             |
| Finlande             |     | 1     | 3     | 1          | 1          | 0          | 1           | 0           | 3           | 0          | 0          | 0          | 0        | 1            | 3            | 1            | 0              | 15             | 0              |
| France               |     | 2     | 2     | 0          | 0          | 0          | 0           | 2           | 2           | 0          | 0          | 0          | 0        | 0            | 0            | 0            | 2              | 3              | 0              |
| Géorgie              |     | 3     | 5     | 0          | 2          | 1          | 0           | 1           | 3           | 0          | 0          | 1          | 0        | 2            | 4            | 0            | 4              | 9              | 0              |
| Grèce                |     | 2     | 1     | 0          | 1          | 0          | 0           | 1           | 1           | 0          | 0          | 0          | 0        | 2            | 0            | 0            | 2              | 2              | 0              |
| Hongrie              |     | 1     | 4     | 0          | 0          | 0          | 0           | 1           | 3           | 0          | 0          | 1          | 0        | 1            | 1            | 0            | 6              | 8              | 0              |
| Îles Féroé           |     | 4     | 4     | 0          | 3          | 3          | 0           | 0           | 1           | 0          | 1          | 0          | 0        | 5            | 6            | 0            | 1              | 3              | 0              |
| Indonésie            |     | 1     | 0     | 0          | 1          | 0          | 0           | 0           | 0           | 0          | 0          | 0          | 0        | 4            | 0            | 0            | 0              | 0              | 0              |
| Iran                 |     | 0     | 0     | 1          | 0          | 0          | 0           | 0           | 0           | 1          | 0          | 0          | 0        | 0            | 0            | 0            | 0              | 0              | 1              |
| Irlande              |     | 2     | 2     | 0          | 0          | 0          | 0           | 2           | 1           | 0          | 0          | 1          | 0        | 1            | 0            | 0            | 3              | 2              | 0              |
| Irlande du Nord      |     | 1     | 1     | 0          | 0          | 0          | 0           | 1           | 0           | 0          | 0          | 1          | 0        | 0            | 2            | 0            | 1              | 2              | 0              |
| Islande              |     | 2     | 2     | 0          | 1          | 0          | 0           | 1           | 1           | 0          | 0          | 1          | 0        | 2            | 0            | 0            | 3              | 3              | 0              |
| Israël               |     | 3     | 2     | 0          | 0          | 0          | 0           | 2           | 2           | 0          | 1          | 0          | 0        | 2            | 3            | 0            | 8              | 6              | 0              |
| Italie               |     | 3     | 3     | 0          | 0          | 0          | 0           | 2           | 2           | 0          | 1          | 1          | 0        | 0            | 1            | 0            | 3              | 9              | 0              |
| Jordanie             |     | 0     | 0     | 1          | 0          | 0          | 0           | 0           | 0           | 1          | 0          | 0          | 0        | 0            | 0            | 0            | 0              | 0              | 3              |
| Kazakhstan           |     | 2     | 0     | 0          | 0          | 0          | 0           | 1           | 0           | 0          | 1          | 0          | 0        | 1            | 0            | 0            | 3              | 0              | 0              |
| Koweït               |     | 0     | 1     | 0          | 0          | 0          | 0           | 0           | 1           | 0          | 0          | 0          | 0        | 0            | 0            | 0            | 0              | 1              | 0              |
| Lettonie             |     | 23    | 25    | 12         | 9          | 6          | 3           | 6           | 18          | 6          | 8          | 1          | 3        | 35           | 40           | 11           | 38             | 67             | 20             |
| Liechtenstein        |     | 3     | 3     | 0          | 2          | 2          | 0           | 0           | 1           | 0          | 1          | 0          | 0        | 4            | 4            | 0            | 1              | 2              | 0              |
| Luxembourg           |     | 1     | 3     | 0          | 0          | 1          | 0           | 0           | 2           | 0          | 1          | 0          | 0        | 1            | 3            | 0            | 1              | 4              | 0              |
| Macédoine du Nord    |     | 1     | 2     | 0          | 1          | 1          | 0           | 0           | 1           | 0          | 0          | 0          | 0        | 2            | 2            | 0            | 0              | 2              | 0              |
| Mali                 |     | 0     | 0     | 1          | 0          | 0          | 0           | 0           | 0           | 1          | 0          | 0          | 0        | 0            | 0            | 1            | 0              | 0              | 3              |
| Malte                |     | 1     | 4     | 0          | 1          | 1          | 0           | 0           | 1           | 0          | 0          | 2          | 0        | 2            | 6            | 0            | 0              | 5              | 0              |
| Moldavie             |     | 2     | 3     | 3          | 1          | 0          | 1           | 0           | 1           | 1          | 1          | 2          | 1        | 4            | 4            | 3            | 1              | 5              | 3              |
| Monténégro           |     | 1     | 1     | 0          | 0          | 0          | 0           | 1           | 1           | 0          | 0          | 0          | 0        | 1            | 0            | 0            | 4              | 2              | 0              |
| Norvège              |     | 0     | 2     | 0          | 0          | 0          | 0           | 0           | 2           | 0          | 0          | 0          | 0        | 0            | 0            | 0            | 0              | 2              | 0              |
| Nouvelle-Zélande     |     | 1     | 0     | 0          | 1          | 0          | 0           | 0           | 0           | 0          | 0          | 0          | 0        | 1            | 0            | 0            | 0              | 0              | 0              |
| Pologne              |     | 0     | 7     | 3          | 0          | 1          | 0           | 0           | 4           | 1          | 0          | 2          | 2        | 0            | 4            | 2            | 0              | 13             | 4              |
| Portugal             |     | 1     | 3     | 0          | 0          | 0          | 0           | 1           | 3           | 0          | 0          | 0          | 0        | 1            | 1            | 0            | 5              | 15             | 0              |
| Roumanie             |     | 7     | 5     | 1          | 0          | 1          | 0           | 7           | 4           | 1          | 0          | 0          | 0        | 4            | 3            | 0            | 13             | 8              | 3              |
| Russie               |     | 0     | 2     | 2          | 0          | 0          | 0           | 0           | 2           | 1          | 0          | 0          | 1        | 0            | 3            | 1            | 0              | 7              | 4              |
| Saint-Marin          |     | 2     | 2     | 0          | 2          | 2          | 0           | 0           | 0           | 0          | 0          | 0          | 0        | 6            | 3            | 0            | 1              | 0              | 0              |
| Serbie               |     | 3     | 3     | 0          | 1          | 0          | 0           | 2           | 3           | 0          | 0          | 0          | 0        | 3            | 2            | 0            | 4              | 11             | 0              |
| Serbie-et-Monténégro |     | 1     | 2     | 0          | 0          | 0          | 0           | 1           | 2           | 0          | 0          | 0          | 0        | 0            | 1            | 0            | 2              | 6              | 0              |
| Slovaquie            |     | 3     | 3     | 0          | 0          | 0          | 0           | 2           | 1           | 0          | 1          | 2          | 0        | 2            | 3            | 0            | 4              | 7              | 0              |
| Slovénie             |     | 3     | 3     | 0          | 1          | 1          | 0           | 1           | 1           | 0          | 1          | 1          | 0        | 4            | 3            | 0            | 5              | 6              | 0              |
| Sri Lanka            |     | 0     | 2     | 0          | 0          | 1          | 0           | 0           | 0           | 0          | 0          | 1          | 0        | 0            | 2            | 0            | 0              | 0              | 0              |
| Suède                |     | 1     | 4     | 0          | 0          | 0          | 0           | 1           | 4           | 0          | 0          | 0          | 0        | 0            | 3            | 0            | 2              | 20             | 0              |
| Suisse               |     | 1     | 1     | 1          | 0          | 0          | 0           | 1           | 1           | 1          | 0          | 0          | 0        | 1            | 0            | 0            | 2              | 4              | 9              |
| Tchéquie             |     | 2     | 5     | 0          | 0          | 1          | 0           | 2           | 4           | 0          | 0          | 0          | 0        | 1            | 4            | 0            | 8              | 12             | 0              |
| Turkménistan         |     | 1     | 0     | 0          | 1          | 0          | 0           | 0           | 0           | 0          | 0          | 0          | 0        | 2            | 0            | 0            | 1              | 0              | 0              |
| Ukraine              |     | 4     | 6     | 0          | 1          | 1          | 0           | 3           | 4           | 0          | 0          | 1          | 0        | 4            | 4            | 0            | 8              | 12             | 0              |
|                      |     |       |       |            |            |            |             |             |             |            |            |            |          |              |              |              |                |                |                |
| TOTAUX               |     | 150   | 180   | 40         | 50         | 35         | 12          | 63          | 115         | 17         | 31         | 30         | 10       | 162          | 164          | 50           | 206            | 383            | 77             |
| TOTAUX               | 370 | 370   | 370   | 97 (26.2%) | 97 (26.2%) | 97 (26.2%) | 195 (52.7%) | 195 (52.7%) | 195 (52.7%) | 71 (19.2%) | 71 (19.2%) | 71 (19.2%) | 376      | 376          | 376          | 666          | 666            | 666            |                |